# USL Championship 2019
Navigation
Édition précédente Édition suivante
Le USL Championship 2019 est la neuvième saison du USL Championship, le championnat professionnel de soccer d'Amérique du Nord de deuxième division. Elle est composée de trente-six équipes (35 des États-Unis et 1 du Canada).
Au terme de cette saison, le Real Monarchs remporte son premier titre en s'imposant en finale contre Louisville City, pourtant double tenant du titre. Porté par son joueur étoile, Solomon Asante, meilleur buteur et passeur de la ligue, le Rising de Phoenix termine la saison régulière avec dix points d'avance sur son plus proche poursuivant au classement général, les Riverhounds de Pittsburgh et avec dix-huit points d'avance sur son dauphin dans la conférence Ouest, le Reno 1868 FC. Le Rising de Phoenix inscrit son nom dans le livre des records lorsque le club enchaîne une série de vingt victoires consécutives, s'échelonnant sur 140 jours, un record dans la ligue mais également dans l'histoire du soccer nord-américain,.

## Contexte
Le 3 août 2018, la ligue annonce que le calendrier de la saison 2019 comprendra 34 rencontres pour chaque équipe, étalée sur 33 semaines. C'est néanmoins le 19 décembre 2018 que le calendrier intégral est dévoilé.
Le 25 septembre 2018, la United Soccer League devient USL Championship dans le cadre d'une large opération de restructuration où la troisième division temporairement baptisée USL Division III prend le nom de USL League One et le quatrième échelon, la Premier Development League devient USL League Two.
Après la saison 2018, quatre équipes quittent la ligue. Premièrement, le FC Cincinnati rejoint la Major League Soccer pour la saison 2019. Le Penn FC, pour sa part, prend une saison sabbatique lors de la saison 2019 afin de relancer ses activités en USL League One en 2020, ce qui n'arrivera finalement pas puisque le club disparaît sans nouvelles en 2019. Les Rhinos de Rochester, en hiatus depuis le lendemain de la saison 2017 poursuit sa mise en pause et planifie un retour en 2020 en relançant ses activités en USL League One. De leur côté, les Kickers de Richmond et le Toronto FC II se joignent à la USL League One dès la saison 2019.
Les Sounders 2 de Seattle sont renommés en Defiance de Tacoma et déménagent au Cheney Stadium de Tacoma.
Enfin, le USL Championship connait de nombreuses expansions par rapport à sa saison 2018 puisque le Bold d'Austin, le Legion de Birmingham, le Locomotive d'El Paso, l'Athletic d'Hartford, Loudoun United, le Memphis 901 FC et New Mexico United rejoignent la deuxième division nord-américaine pour la saison 2019.

## Les trente-six franchises participantes

### Carte
| Bold Switchbacks Locomotive Fresno Galaxy II Lights Energy Orange County Rising Timbers 2 Monarchs New Mexico Reno Rio Grande Valley Republic San Antonio Defiance Roughnecks Atlanta 2 Legion Steel Battery Hartford Loudoun Independence Indy Louisville Memphis Nashville Red Bulls II North Carolina Fury Riverhounds St. Louis Rangers Rowdies |

| - Conférence Ouest - Bold d'Austin (N) - Switchbacks de Colorado Springs - Locomotive d'El Paso (N) - Fresno FC - Galaxy II de Los Angeles - Lights de Las Vegas - New Mexico United (N) - Energy d'Oklahoma City - Orange County SC - Rising de Phoenix - Timbers 2 de Portland - Real Monarchs - Reno 1868 - Rio Grande Valley FC - Republic de Sacramento - San Antonio FC - Defiance de Tacoma - Roughnecks de Tulsa | - Conférence Est - Atlanta United 2 - Steel de Bethlehem - Legion de Birmingham (N) - Battery de Charleston - Independence de Charlotte - Athletic d'Hartford (N) - Eleven d'Indy - Loudoun United FC (N) - Louisville City FC - Memphis 901 FC (N) - Nashville SC - Red Bulls II de New York - North Carolina FC - Fury d'Ottawa - Riverhounds de Pittsburgh - Saint Louis FC - Rangers de Swope Park - Rowdies de Tampa Bay |

### Entraîneurs et stades
| Équipe                          | Ville            | Stade                          | Capacité | Entraîneur                              | Franchise MLS affiliée ou partenaire |
| ------------------------------- | ---------------- | ------------------------------ | -------- | --------------------------------------- | ------------------------------------ |
| Atlanta United 2                | Kennesaw         | Fifth Third Bank Stadium       | 8 318    | Stephen Glass                           | Atlanta United                       |
| Bold d'Austin                   | Austin           | Bold Stadium                   | 5 000    | Marcelo Serrano                         |                                      |
| Steel de Bethlehem              | Bethlehem        | Talen Energy Stadium           | 16 000   | Brendan Burke                           | Union de Philadelphie                |
| Legion de Birmingham            | Birmingham       | BBVA Field                     | 5 000    | Tom Soehn                               |                                      |
| Battery de Charleston           | Charleston       | MUSC Health Stadium            | 5 100    | Michael Anhaeuser                       |                                      |
| Independence de Charlotte       | Matthews         | Sportsplex at Matthews         | 5 000    | Jim McGuinness Mike Jeffries            |                                      |
| Switchbacks de Colorado Springs | Colorado Springs | Weidner Field                  | 5 000    | Steve Trittschuh Wolde Harris Alan Koch | Rapids du Colorado                   |
| Locomotive d'El Paso            | El Paso          | Southwest University Park      | 9 500    | Mark Lowry                              |                                      |
| Fresno FC                       | Fresno           | Chukchansi Park                | 12 500   | Adam Smith                              | Whitecaps de Vancouver               |
| Athletic d'Hartford             | Hartford         | Dillon Stadium                 | 5 500    | Jimmy Nielsen                           |                                      |
| Eleven d'Indy                   | Indianapolis     | Lucas Oil Stadium              | 62 421   | Martin Rennie                           | Fire de Chicago                      |
| Galaxy II de Los Angeles        | Carson           | StubHub Center – Track Stadium | 5 000    | Mike Muñoz Junior Gonzalez              | Galaxy de Los Angeles                |
| Lights de Las Vegas             | Las Vegas        | Cashman Field                  | 9 334    | Eric Wynalda                            |                                      |
| Loudoun United                  | Leesburg         | Segra Field                    | 5 000    | Richie Williams Ryan Martin             | D.C. United                          |
| Louisville City FC              | Louisville       | Louisville Slugger Field       | 8 000    | John Hackworth                          |                                      |
| Memphis 901 FC                  | Memphis          | AutoZone Park                  | 10 000   | Tim Mulqueen                            |                                      |
| Nashville SC                    | Nashville        | First Tennessee Park           | 10 000   | Gary Smith                              |                                      |
| New Mexico United               | Albuquerque      | Isotopes Park                  | 13 500   | Troy Lesesne                            |                                      |
| Red Bulls II de New York        | Montclair        | MSU Soccer Park                | 5 000    | John Wolyniec                           | Red Bulls de New York                |
| North Carolina FC               | Cary             | WakeMed Soccer Park            | 10 000   | Dave Sarachan                           |                                      |
| Energy d'Oklahoma City          | Oklahoma City    | Taft Stadium                   | 7 500    | Steve Cooke                             |                                      |
| Orange County SC                | Irvine           | Champions Stadium              | 5 000    | Braeden Cloutier                        |                                      |
| Fury d'Ottawa                   | Ottawa           | Stade TD Place                 | 24 000   | Nikola Popovic                          | Impact de Montréal                   |
| Rising de Phoenix               | Tempe            | Casino Arizona Field           | 6 200    | Rick Schantz                            |                                      |
| Riverhounds de Pittsburgh       | Pittsburgh       | Highmark Stadium               | 5 000    | Bob Lilley                              |                                      |
| Timbers 2 de Portland           | Portland         | Providence Park                | 25 218   | Cameron Knowles                         | Timbers de Portland                  |
| Real Monarchs                   | Herriman         | Zions Bank Stadium             | 5 000    | Martín Vásquez Jámison Olave            | Real Salt Lake                       |
| Reno 1868                       | Reno             | Greater Nevada Field           | 9 013    | Ian Russell                             | Earthquakes de San José              |
| Rio Grande Valley FC            | Edinburg         | H-E-B Park                     | 9 400    | Gerson Echeverry                        | Dynamo de Houston                    |
| Republic de Sacramento          | Sacramento       | Papa Murphy's Park             | 11 569   | Simon Elliott                           |                                      |
| Saint Louis FC                  | Fenton           | West Community Stadium         | 5 500    | Anthony Pulis                           |                                      |
| San Antonio FC                  | San Antonio      | Toyota Field                   | 8 296    | Darren Powell                           | New York City FC                     |
| Rangers de Swope Park           | Kansas City      | Children's Mercy Park          | 18 467   | Paulo Nagamura                          | Sporting Kansas City                 |
| Defiance de Tacoma              | Tacoma           | Cheney Stadium                 | 6 500    | Chris Little                            | Sounders de Seattle                  |
| Rowdies de Tampa Bay            | St. Petersburg   | Al Lang Stadium                | 7 227    | Neill Collins                           |                                      |
| Roughnecks de Tulsa             | Tulsa            | ONEOK Field                    | 7 833    | Michael Nsien                           |                                      |

- Partenariat
- Équipe réserve

### Changements d'entraîneurs
| Équipe                          | Entraîneur sortant | Motif            | Date de départ    | Entraîneur entrant        | Date d'arrivée    |
| ------------------------------- | ------------------ | ---------------- | ----------------- | ------------------------- | ----------------- |
| Loudoun United                  | Richie Williams    | Démission        | 30 mai 2019       | Ryan Martin               | 30 mai 2019       |
| Independence de Charlotte       | Jim McGuinness     | Renvoi           | 12 juin 2019      | Mike Jeffries             | 12 juin 2019      |
| Real Monarchs                   | Martín Vásquez     | Démission        | 1er juillet 2019  | Jámison Olave (intérim)   | 1er juillet 2019  |
| Switchbacks de Colorado Springs | Steve Trittschuh   | Renvoi           | 1er juillet 2019  | Wolde Harris (intérim)    | 1er juillet 2019  |
| Galaxy II de Los Angeles        | Mike Muñoz         | Renvoi           | 19 juillet 2019   | Junior Gonzalez (intérim) | 19 juillet 2019   |
| Switchbacks de Colorado Springs | Wolde Harris       | Fin de l'intérim | 23 septembre 2019 | Alan Koch                 | 23 septembre 2019 |

## Format de la compétition
Les trente-six équipes sont réparties en deux conférences : conférence de l'Ouest (18 équipes) et la conférence de l'Est (18 équipes).
Toutes les équipes disputent trente-quatre rencontres, uniquement contre des équipes de leur propre conférence. Sur un format aller-retour où chaque équipe accueille et se déplace chez les dix-sept autres de sa conférence, le total de rencontres est donc de trente-quatre.
Les dix meilleures équipes de chaque conférence sont qualifiées pour les séries. À chaque tour, c'est l'équipe la mieux classée en saison régulière qui accueille son adversaire.
En cas d'égalité, les critères suivants départagent les équipes :
1. Nombre de victoires
2. Différence de buts générale
3. Nombre de buts marqués
4. Points obtenus contre les quatre meilleures équipes de la conférence
5. Classement du fair-play
6. Tirage à la pièce

## Saison régulière

### Classements des conférences Ouest et Est
| Rang | Équipe                          | Pts | J  | G  | N  | P  | Bp | Bc | Diff |
| ---- | ------------------------------- | --- | -- | -- | -- | -- | -- | -- | ---- |
| 1    | Rising de Phoenix               | 78  | 34 | 24 | 6  | 4  | 89 | 36 | +53  |
| 2    | Reno 1868                       | 60  | 34 | 18 | 6  | 10 | 72 | 51 | +21  |
| 3    | Fresno FC                       | 57  | 34 | 16 | 9  | 9  | 58 | 44 | +14  |
| 4    | Real Monarchs                   | 56  | 34 | 16 | 8  | 10 | 71 | 53 | +18  |
| 5    | Orange County SC                | 54  | 34 | 15 | 9  | 10 | 54 | 43 | +11  |
| 6    | Locomotive d'El Paso            | 50  | 34 | 13 | 11 | 10 | 42 | 36 | +6   |
| 7    | Republic de Sacramento          | 48  | 34 | 14 | 6  | 14 | 50 | 43 | +7   |
| 8    | Bold d'Austin                   | 48  | 34 | 13 | 9  | 12 | 53 | 52 | +1   |
| 9    | Galaxy II de Los Angeles        | 48  | 34 | 12 | 12 | 10 | 59 | 62 | -3   |
| 10   | New Mexico United               | 46  | 34 | 11 | 13 | 10 | 59 | 57 | +2   |
| 11   | San Antonio FC                  | 45  | 34 | 12 | 9  | 13 | 62 | 57 | +5   |
| 12   | Rio Grande Valley FC            | 41  | 34 | 11 | 8  | 15 | 50 | 58 | -8   |
| 13   | Lights de Las Vegas             | 41  | 34 | 11 | 8  | 15 | 46 | 56 | -10  |
| 14   | Timbers 2 de Portland           | 38  | 34 | 10 | 8  | 16 | 65 | 71 | -6   |
| 15   | Energy d'Oklahoma City          | 38  | 34 | 9  | 11 | 14 | 45 | 58 | -13  |
| 16   | Roughnecks de Tulsa             | 34  | 34 | 8  | 10 | 16 | 45 | 69 | -24  |
| 17   | Defiance de Tacoma              | 31  | 34 | 8  | 7  | 19 | 42 | 82 | -40  |
| 18   | Switchbacks de Colorado Springs | 27  | 34 | 7  | 6  | 21 | 31 | 65 | -34  |

| Rang | Équipe                    | Pts | J  | G  | N  | P  | Bp | Bc | Diff |
| ---- | ------------------------- | --- | -- | -- | -- | -- | -- | -- | ---- |
| 1    | Riverhounds de Pittsburgh | 68  | 34 | 19 | 11 | 4  | 58 | 30 | +28  |
| 2    | Nashville SC              | 67  | 34 | 20 | 7  | 7  | 59 | 26 | +33  |
| 3    | Eleven d'Indy             | 63  | 34 | 19 | 6  | 9  | 48 | 29 | +19  |
| 4    | Louisville City FC T      | 60  | 34 | 17 | 9  | 8  | 58 | 41 | +17  |
| 5    | Rowdies de Tampa Bay      | 58  | 34 | 16 | 10 | 8  | 61 | 33 | +28  |
| 6    | Red Bulls II de New York  | 57  | 34 | 17 | 6  | 11 | 74 | 51 | +23  |
| 7    | North Carolina FC         | 56  | 34 | 16 | 8  | 10 | 57 | 37 | +20  |
| 8    | Fury d'Ottawa             | 52  | 34 | 14 | 10 | 10 | 50 | 43 | +7   |
| 9    | Battery de Charleston     | 46  | 34 | 11 | 13 | 10 | 44 | 44 | 0    |
| 10   | Legion de Birmingham      | 43  | 34 | 12 | 7  | 15 | 35 | 51 | -16  |
| 11   | Saint Louis FC            | 42  | 34 | 11 | 9  | 14 | 40 | 41 | -1   |
| 12   | Loudoun United            | 39  | 34 | 11 | 6  | 17 | 59 | 65 | -6   |
| 13   | Independence de Charlotte | 38  | 34 | 9  | 11 | 14 | 42 | 53 | -11  |
| 14   | Atlanta United 2          | 35  | 34 | 9  | 8  | 17 | 45 | 77 | -32  |
| 15   | Memphis 901 FC            | 34  | 34 | 9  | 7  | 18 | 37 | 52 | -15  |
| 16   | Steel de Bethlehem        | 31  | 34 | 8  | 7  | 19 | 49 | 78 | -29  |
| 17   | Athletic d'Hartford       | 29  | 34 | 8  | 5  | 21 | 49 | 80 | -31  |
| 18   | Rangers de Swope Park     | 26  | 34 | 6  | 8  | 20 | 46 | 80 | -34  |

- Champion de la saison régulière et qualification pour les séries éliminatoires
- Franchise qualifiée pour les quarts de finale de conférence des séries éliminatoires
- Franchise qualifiée pour le premier tour des séries éliminatoires

T : Tenant du titre

### Résultats
| Légende des couleurs : Domicile * Extérieur * Victoire * Victoire * Égalité | Légende des couleurs : Domicile * Extérieur * Victoire * Victoire * Égalité | Légende des couleurs : Domicile * Extérieur * Victoire * Victoire * Égalité | Légende des couleurs : Domicile * Extérieur * Victoire * Victoire * Égalité | Légende des couleurs : Domicile * Extérieur * Victoire * Victoire * Égalité | Légende des couleurs : Domicile * Extérieur * Victoire * Victoire * Égalité | Légende des couleurs : Domicile * Extérieur * Victoire * Victoire * Égalité | Légende des couleurs : Domicile * Extérieur * Victoire * Victoire * Égalité | Légende des couleurs : Domicile * Extérieur * Victoire * Victoire * Égalité | Légende des couleurs : Domicile * Extérieur * Victoire * Victoire * Égalité | Légende des couleurs : Domicile * Extérieur * Victoire * Victoire * Égalité | Légende des couleurs : Domicile * Extérieur * Victoire * Victoire * Égalité | Légende des couleurs : Domicile * Extérieur * Victoire * Victoire * Égalité | Légende des couleurs : Domicile * Extérieur * Victoire * Victoire * Égalité | Légende des couleurs : Domicile * Extérieur * Victoire * Victoire * Égalité | Légende des couleurs : Domicile * Extérieur * Victoire * Victoire * Égalité | Légende des couleurs : Domicile * Extérieur * Victoire * Victoire * Égalité | Légende des couleurs : Domicile * Extérieur * Victoire * Victoire * Égalité | Légende des couleurs : Domicile * Extérieur * Victoire * Victoire * Égalité | Légende des couleurs : Domicile * Extérieur * Victoire * Victoire * Égalité | Légende des couleurs : Domicile * Extérieur * Victoire * Victoire * Égalité | Légende des couleurs : Domicile * Extérieur * Victoire * Victoire * Égalité | Légende des couleurs : Domicile * Extérieur * Victoire * Victoire * Égalité | Légende des couleurs : Domicile * Extérieur * Victoire * Victoire * Égalité | Légende des couleurs : Domicile * Extérieur * Victoire * Victoire * Égalité | Légende des couleurs : Domicile * Extérieur * Victoire * Victoire * Égalité | Légende des couleurs : Domicile * Extérieur * Victoire * Victoire * Égalité | Légende des couleurs : Domicile * Extérieur * Victoire * Victoire * Égalité | Légende des couleurs : Domicile * Extérieur * Victoire * Victoire * Égalité | Légende des couleurs : Domicile * Extérieur * Victoire * Victoire * Égalité | Légende des couleurs : Domicile * Extérieur * Victoire * Victoire * Égalité | Légende des couleurs : Domicile * Extérieur * Victoire * Victoire * Égalité | Légende des couleurs : Domicile * Extérieur * Victoire * Victoire * Égalité | Légende des couleurs : Domicile * Extérieur * Victoire * Victoire * Égalité | Légende des couleurs : Domicile * Extérieur * Victoire * Victoire * Égalité |
| Équipe                                                                      | Rencontres                                                                  | Rencontres                                                                  | Rencontres                                                                  | Rencontres                                                                  | Rencontres                                                                  | Rencontres                                                                  | Rencontres                                                                  | Rencontres                                                                  | Rencontres                                                                  | Rencontres                                                                  | Rencontres                                                                  | Rencontres                                                                  | Rencontres                                                                  | Rencontres                                                                  | Rencontres                                                                  | Rencontres                                                                  | Rencontres                                                                  | Rencontres                                                                  | Rencontres                                                                  | Rencontres                                                                  | Rencontres                                                                  | Rencontres                                                                  | Rencontres                                                                  | Rencontres                                                                  | Rencontres                                                                  | Rencontres                                                                  | Rencontres                                                                  | Rencontres                                                                  | Rencontres                                                                  | Rencontres                                                                  | Rencontres                                                                  | Rencontres                                                                  | Rencontres                                                                  | Rencontres                                                                  |
| Équipe                                                                      | 1                                                                           | 2                                                                           | 3                                                                           | 4                                                                           | 5                                                                           | 6                                                                           | 7                                                                           | 8                                                                           | 9                                                                           | 10                                                                          | 11                                                                          | 12                                                                          | 13                                                                          | 14                                                                          | 15                                                                          | 16                                                                          | 17                                                                          | 18                                                                          | 19                                                                          | 20                                                                          | 21                                                                          | 22                                                                          | 23                                                                          | 24                                                                          | 25                                                                          | 26                                                                          | 27                                                                          | 28                                                                          | 29                                                                          | 30                                                                          | 31                                                                          | 32                                                                          | 33                                                                          | 34                                                                          |
| --------------------------------------------------------------------------- | --------------------------------------------------------------------------- | --------------------------------------------------------------------------- | --------------------------------------------------------------------------- | --------------------------------------------------------------------------- | --------------------------------------------------------------------------- | --------------------------------------------------------------------------- | --------------------------------------------------------------------------- | --------------------------------------------------------------------------- | --------------------------------------------------------------------------- | --------------------------------------------------------------------------- | --------------------------------------------------------------------------- | --------------------------------------------------------------------------- | --------------------------------------------------------------------------- | --------------------------------------------------------------------------- | --------------------------------------------------------------------------- | --------------------------------------------------------------------------- | --------------------------------------------------------------------------- | --------------------------------------------------------------------------- | --------------------------------------------------------------------------- | --------------------------------------------------------------------------- | --------------------------------------------------------------------------- | --------------------------------------------------------------------------- | --------------------------------------------------------------------------- | --------------------------------------------------------------------------- | --------------------------------------------------------------------------- | --------------------------------------------------------------------------- | --------------------------------------------------------------------------- | --------------------------------------------------------------------------- | --------------------------------------------------------------------------- | --------------------------------------------------------------------------- | --------------------------------------------------------------------------- | --------------------------------------------------------------------------- | --------------------------------------------------------------------------- | --------------------------------------------------------------------------- |
| Atlanta United 2 (ATL)                                                      | HFD                                                                         | LOU                                                                         | CLT                                                                         | STL                                                                         | MEM                                                                         | NCA                                                                         | TBR                                                                         | OTT                                                                         | NSH                                                                         | BST                                                                         | SPR                                                                         | CHS                                                                         | NYR                                                                         | PGH                                                                         | IND                                                                         | LDN                                                                         | NYR                                                                         | BHM                                                                         | CLT                                                                         | NCA                                                                         | LDN                                                                         | LOU                                                                         | SPR                                                                         | HFD                                                                         | MEM                                                                         | BHM                                                                         | OTT                                                                         | TBR                                                                         | CHS                                                                         | IND                                                                         | STL                                                                         | PGH                                                                         | BST                                                                         | NSH                                                                         |
| Atlanta United 2 (ATL)                                                      | 2–0                                                                         | 0–1                                                                         | 3–3                                                                         | 0–2                                                                         | 1–0                                                                         | 2–1                                                                         | 1–4                                                                         | 0–2                                                                         | 0–2                                                                         | 1–1                                                                         | 1–1                                                                         | 1–1                                                                         | 1–3                                                                         | 0–5                                                                         | 0–1                                                                         | 1–2                                                                         | 1–8                                                                         | 0–4                                                                         | 2–2                                                                         | 2–4                                                                         | 4–2                                                                         | 1–5                                                                         | 2–1                                                                         | 2–3                                                                         | 1–2                                                                         | 0–5                                                                         | 3–2                                                                         | 1–1                                                                         | 3–1                                                                         | 2–1                                                                         | 1–1                                                                         | 1–1                                                                         | 5–2                                                                         | 0–3                                                                         |
| Bold d'Austin (AUS)                                                         | LVL                                                                         | RNO                                                                         | SAN                                                                         | SAC                                                                         | PHX                                                                         | ELP                                                                         | SLC                                                                         | LAG                                                                         | OKC                                                                         | OCO                                                                         | FRS                                                                         | NMU                                                                         | TUL                                                                         | POR                                                                         | TAC                                                                         | RGV                                                                         | COS                                                                         | SAN                                                                         | OCO                                                                         | PHX                                                                         | FRS                                                                         | NMU                                                                         | LAG                                                                         | TUL                                                                         | OKC                                                                         | RGV                                                                         | COS                                                                         | SAC                                                                         | RNO                                                                         | LVL                                                                         | POR                                                                         | ELP                                                                         | SLC                                                                         | TAC                                                                         |
| Bold d'Austin (AUS)                                                         | 0–0                                                                         | 1–2                                                                         | 1–0                                                                         | 0–1                                                                         | 1–0                                                                         | 0–0                                                                         | 3–2                                                                         | 0–1                                                                         | 2–1                                                                         | 2–2                                                                         | 0–1                                                                         | 1–3                                                                         | 3–2                                                                         | 2–2                                                                         | 1–1                                                                         | 1–0                                                                         | 5–0                                                                         | 0–3                                                                         | 3–2                                                                         | 0–6                                                                         | 1–0                                                                         | 2–2                                                                         | 1–3                                                                         | 5–1                                                                         | 2–4                                                                         | 3–0                                                                         | 1–1                                                                         | 1–2                                                                         | 1–2                                                                         | 4–1                                                                         | 2–1                                                                         | 1–1                                                                         | 2–2                                                                         | 1–3                                                                         |
| Steel de Bethlehem (BST)                                                    | BHM                                                                         | NCA                                                                         | MEM                                                                         | PGH                                                                         | SPR                                                                         | CHS                                                                         | CLT                                                                         | IND                                                                         | LDN                                                                         | ATL                                                                         | OTT                                                                         | LOU                                                                         | NYR                                                                         | NSH                                                                         | STL                                                                         | TBR                                                                         | HFD                                                                         | PGH                                                                         | NYR                                                                         | LOU                                                                         | STL                                                                         | HFD                                                                         | NSH                                                                         | BHM                                                                         | SPR                                                                         | NCA                                                                         | IND                                                                         | LDN                                                                         | TBR                                                                         | MEM                                                                         | CLT                                                                         | ATL                                                                         | OTT                                                                         | CHS                                                                         |
| Steel de Bethlehem (BST)                                                    | 2–0                                                                         | 0–1                                                                         | 0–1                                                                         | 2–2                                                                         | 4–3                                                                         | 3–1                                                                         | 1–2                                                                         | 0–3                                                                         | 3–3                                                                         | 1–1                                                                         | 0–3                                                                         | 2–2                                                                         | 0–4                                                                         | 1–4                                                                         | 3–1                                                                         | 1–2                                                                         | 3–0                                                                         | 0–1                                                                         | 3–4                                                                         | 1–0                                                                         | 0–3                                                                         | 0–3                                                                         | 0–0                                                                         | 2–3                                                                         | 2–0                                                                         | 3–3                                                                         | 1–2                                                                         | 5–2                                                                         | 1–6                                                                         | 0–5                                                                         | 1–2                                                                         | 2–5                                                                         | 1–1                                                                         | 1–5                                                                         |
| Legion de Birmingham (BHM)                                                  | BST                                                                         | OTT                                                                         | LOU                                                                         | STL                                                                         | SPR                                                                         | LDN                                                                         | NYR                                                                         | MEM                                                                         | LOU                                                                         | NCA                                                                         | NSH                                                                         | TBR                                                                         | CHS                                                                         | CLT                                                                         | HFD                                                                         | IND                                                                         | PGH                                                                         | NCA                                                                         | ATL                                                                         | CLT                                                                         | OTT                                                                         | TBR                                                                         | MEM                                                                         | BST                                                                         | LDN                                                                         | ATL                                                                         | STL                                                                         | NSH                                                                         | IND                                                                         | SPR                                                                         | CHS                                                                         | HFD                                                                         | NYR                                                                         | PGH                                                                         |
| Legion de Birmingham (BHM)                                                  | 0–2                                                                         | 0–1                                                                         | 3–2                                                                         | 3–2                                                                         | 0–0                                                                         | 1–0                                                                         | 0–5                                                                         | 2–2                                                                         | 0–3                                                                         | 0–0                                                                         | 0–1                                                                         | 0–2                                                                         | 1–3                                                                         | 1–4                                                                         | 2–2                                                                         | 0–3                                                                         | 1–4                                                                         | 1–0                                                                         | 4–0                                                                         | 1–0                                                                         | 0–0                                                                         | 1–0                                                                         | 1–0                                                                         | 3–2                                                                         | 1–1                                                                         | 5–0                                                                         | 0–2                                                                         | 0–1                                                                         | 1–0                                                                         | 1–3                                                                         | 0–0                                                                         | 0–4                                                                         | 2–1                                                                         | 0–1                                                                         |
| Battery de Charleston (CHS)                                                 | OTT                                                                         | HFD                                                                         | NCA                                                                         | CLT                                                                         | BST                                                                         | NSH                                                                         | MEM                                                                         | PGH                                                                         | STL                                                                         | IND                                                                         | ATL                                                                         | LOU                                                                         | BHM                                                                         | TBR                                                                         | SPR                                                                         | OTT                                                                         | NYR                                                                         | HFD                                                                         | TBR                                                                         | STL                                                                         | LDN                                                                         | LOU                                                                         | NSH                                                                         | CLT                                                                         | IND                                                                         | SPR                                                                         | PGH                                                                         | ATL                                                                         | NCA                                                                         | NYR                                                                         | BHM                                                                         | LDN                                                                         | MEM                                                                         | BST                                                                         |
| Battery de Charleston (CHS)                                                 | 1–1                                                                         | 2–1                                                                         | 1–1                                                                         | 2–0                                                                         | 1–3                                                                         | 3–1                                                                         | 1–0                                                                         | 2–2                                                                         | 0–0                                                                         | 0–1                                                                         | 1–1                                                                         | 1–4                                                                         | 3–1                                                                         | 1–1                                                                         | 1–1                                                                         | 2–3                                                                         | 1–1                                                                         | 3–2                                                                         | 0–5                                                                         | 1–1                                                                         | 2–1                                                                         | 1–2                                                                         | 1–2                                                                         | 0–0                                                                         | 1–0                                                                         | 0–0                                                                         | 0–1                                                                         | 1–3                                                                         | 2–1                                                                         | 1–1                                                                         | 0–0                                                                         | 1–2                                                                         | 2–0                                                                         | 5–1                                                                         |
| Independence de Charlotte (CLT)                                             | IND                                                                         | ATL                                                                         | STL                                                                         | CHS                                                                         | NYR                                                                         | BET                                                                         | NCA                                                                         | TBR                                                                         | HFD                                                                         | LDN                                                                         | NSH                                                                         | PGH                                                                         | OTT                                                                         | SPR                                                                         | BHM                                                                         | LOU                                                                         | MEM                                                                         | NCA                                                                         | PGH                                                                         | STL                                                                         | ATL                                                                         | BHM                                                                         | LOU                                                                         | LDN                                                                         | NSH                                                                         | IND                                                                         | CHS                                                                         | TBR                                                                         | NYR                                                                         | SPR                                                                         | HFD                                                                         | BST                                                                         | MEM                                                                         | OTT                                                                         |
| Independence de Charlotte (CLT)                                             | 2–3                                                                         | 3–3                                                                         | 0–1                                                                         | 0–2                                                                         | 1–2                                                                         | 2–1                                                                         | 0–3                                                                         | 1–1                                                                         | 1–1                                                                         | 1–3                                                                         | 1–1                                                                         | 0–0                                                                         | 1–4                                                                         | 0–0                                                                         | 4–1                                                                         | 1–1                                                                         | 1–0                                                                         | 1–1                                                                         | 1–0                                                                         | 2–1                                                                         | 2–2                                                                         | 0–1                                                                         | 0–1                                                                         | 3–3                                                                         | 1–3                                                                         | 1–3                                                                         | 0–0                                                                         | 1–3                                                                         | 0–2                                                                         | 0–3                                                                         | 4–0                                                                         | 2–1                                                                         | 2–1                                                                         | 3–1                                                                         |
| Switchbacks de Colorado Springs (COS)                                       | LAG                                                                         | SAC                                                                         | SAN                                                                         | PHX                                                                         | OCO                                                                         | RNO                                                                         | POR                                                                         | TUL                                                                         | ELP                                                                         | LVL                                                                         | NMU                                                                         | OKC                                                                         | FRS                                                                         | TAC                                                                         | RGV                                                                         | SLC                                                                         | AUS                                                                         | OCO                                                                         | TUL                                                                         | OKC                                                                         | RNO                                                                         | SLC                                                                         | POR                                                                         | RGV                                                                         | SAC                                                                         | FRS                                                                         | PHX                                                                         | AUS                                                                         | NMU                                                                         | ELP                                                                         | LVL                                                                         | LAG                                                                         | TAC                                                                         | SAN                                                                         |
| Switchbacks de Colorado Springs (COS)                                       | 4–1                                                                         | 0–1                                                                         | 1–0                                                                         | 2–2                                                                         | 0–2                                                                         | 0–2                                                                         | 2–2                                                                         | 0–2                                                                         | 0–2                                                                         | 0–3                                                                         | 1–3                                                                         | 0–1                                                                         | 1–0                                                                         | 3–0                                                                         | 0–3                                                                         | 1–2                                                                         | 0–5                                                                         | 1–2                                                                         | 1–0                                                                         | 1–0                                                                         | 0–4                                                                         | 0–1                                                                         | 2–2                                                                         | 3–3                                                                         | 0–4                                                                         | 1–2                                                                         | 0–3                                                                         | 1–1                                                                         | 1–3                                                                         | 0–2                                                                         | 1–3                                                                         | 2–0                                                                         | 0–2                                                                         | 2–2                                                                         |
| Locomotive d'El Paso (ELP)                                                  | OKC                                                                         | SLC                                                                         | RGV                                                                         | OCO                                                                         | PHX                                                                         | AUS                                                                         | RNO                                                                         | COS                                                                         | NMU                                                                         | SAC                                                                         | POR                                                                         | TAC                                                                         | LAG                                                                         | TUL                                                                         | LVL                                                                         | SAN                                                                         | FRS                                                                         | OKC                                                                         | SAN                                                                         | SLC                                                                         | NMU                                                                         | PHX                                                                         | TAC                                                                         | RGV                                                                         | TUL                                                                         | LVL                                                                         | OCO                                                                         | COS                                                                         | SAC                                                                         | FRS                                                                         | RNO                                                                         | AUS                                                                         | POR                                                                         | LAG                                                                         |
| Locomotive d'El Paso (ELP)                                                  | 1–3                                                                         | 0–0                                                                         | 2–2                                                                         | 2–0                                                                         | 0–2                                                                         | 0–0                                                                         | 1–0                                                                         | 2–0                                                                         | 2–2                                                                         | 3–1                                                                         | 1–1                                                                         | 2–1                                                                         | 3–0                                                                         | 2–0                                                                         | 0–1                                                                         | 0–0                                                                         | 0–3                                                                         | 1–1                                                                         | 1–3                                                                         | 0–0                                                                         | 0–3                                                                         | 1–2                                                                         | 2–0                                                                         | 0–1                                                                         | 2–2                                                                         | 3–0                                                                         | 0–2                                                                         | 2–0                                                                         | 2–1                                                                         | 2–1                                                                         | 0–0                                                                         | 1–1                                                                         | 4–1                                                                         | 0–2                                                                         |
| Fresno FC (FRS)                                                             | NMU                                                                         | RGV                                                                         | RNO                                                                         | PHX                                                                         | TUL                                                                         | OCO                                                                         | SLC                                                                         | SAC                                                                         | LAG                                                                         | AUS                                                                         | TAC                                                                         | COS                                                                         | OKC                                                                         | POR                                                                         | SAN                                                                         | ELP                                                                         | SAC                                                                         | NMU                                                                         | POR                                                                         | AUS                                                                         | LVL                                                                         | OKC                                                                         | SLC                                                                         | COS                                                                         | TUL                                                                         | RNO                                                                         | LVL                                                                         | RGV                                                                         | PHX                                                                         | SAN                                                                         | ELP                                                                         | TAC                                                                         | LAG                                                                         | OCO                                                                         |
| Fresno FC (FRS)                                                             | 1–1                                                                         | 2–0                                                                         | 1–1                                                                         | 0–0                                                                         | 3–1                                                                         | 2–2                                                                         | 4–2                                                                         | 0–1                                                                         | 3–0                                                                         | 1–0                                                                         | 3–3                                                                         | 0–1                                                                         | 1–1                                                                         | 2–2                                                                         | 3–2                                                                         | 3–0                                                                         | 1–0                                                                         | 2–1                                                                         | 2–1                                                                         | 0–1                                                                         | 2–1                                                                         | 2–1                                                                         | 1–1                                                                         | 2–1                                                                         | 1–2                                                                         | 3–2                                                                         | 1–3                                                                         | 5–0                                                                         | 2–1                                                                         | 1–2                                                                         | 1–2                                                                         | 1–4                                                                         | 2–2                                                                         | 0–2                                                                         |
| Athletic d'Hartford (HFD)                                                   | ATL                                                                         | CHS                                                                         | LOU                                                                         | IND                                                                         | TBR                                                                         | PGH                                                                         | NYR                                                                         | NCA                                                                         | CLT                                                                         | MEM                                                                         | LDN                                                                         | OTT                                                                         | NCA                                                                         | STL                                                                         | NSH                                                                         | BHM                                                                         | BST                                                                         | MEM                                                                         | IND                                                                         | SPR                                                                         | CHS                                                                         | PGH                                                                         | BST                                                                         | NSH                                                                         | NYR                                                                         | ATL                                                                         | STL                                                                         | LDN                                                                         | LOU                                                                         | OTT                                                                         | CLT                                                                         | SPR                                                                         | BHM                                                                         | TBR                                                                         |
| Athletic d'Hartford (HFD)                                                   | 0–2                                                                         | 1–2                                                                         | 1–2                                                                         | 0–1                                                                         | 0–4                                                                         | 1–3                                                                         | 0–4                                                                         | 1–4                                                                         | 1–1                                                                         | 1–2                                                                         | 2–1                                                                         | 1–1                                                                         | 1–1                                                                         | 2–1                                                                         | 2–3                                                                         | 2–2                                                                         | 0–3                                                                         | 1–4                                                                         | 2–1                                                                         | 3–4                                                                         | 2–3                                                                         | 2–4                                                                         | 3–0                                                                         | 0–4                                                                         | 1–5                                                                         | 3–2                                                                         | 2–3                                                                         | 5–1                                                                         | 0–1                                                                         | 1–4                                                                         | 0–4                                                                         | 2–2                                                                         | 4–0                                                                         | 2–1                                                                         |
| Eleven d'Indy (IND)                                                         | STL                                                                         | CLT                                                                         | HFD                                                                         | SPR                                                                         | BST                                                                         | NYR                                                                         | TBR                                                                         | NCA                                                                         | CHS                                                                         | NSH                                                                         | PGH                                                                         | MEM                                                                         | LDN                                                                         | ATL                                                                         | BHM                                                                         | LOU                                                                         | HFD                                                                         | LDN                                                                         | NSH                                                                         | NCA                                                                         | STL                                                                         | CLT                                                                         | LOU                                                                         | NYR                                                                         | CHS                                                                         | OTT                                                                         | BST                                                                         | BHM                                                                         | ATL                                                                         | PGH                                                                         | OTT                                                                         | MEM                                                                         | TBR                                                                         | SPR                                                                         |
| Eleven d'Indy (IND)                                                         | 1–2                                                                         | 3–2                                                                         | 1–0                                                                         | 2–1                                                                         | 3–0                                                                         | 1–2                                                                         | 0–0                                                                         | 0–0                                                                         | 1–0                                                                         | 0–0                                                                         | 2–1                                                                         | 3–0                                                                         | 2–1                                                                         | 1–0                                                                         | 3–0                                                                         | 1–1                                                                         | 1–2                                                                         | 2–0                                                                         | 0–2                                                                         | 2–1                                                                         | 2–1                                                                         | 3–1                                                                         | 1–1                                                                         | 1–0                                                                         | 0–1                                                                         | 2–0                                                                         | 2–1                                                                         | 0–1                                                                         | 1–2                                                                         | 0–3                                                                         | 0–1                                                                         | 3–0                                                                         | 1–1                                                                         | 2–1                                                                         |
| Lights de Las Vegas (LVL)                                                   | AUS                                                                         | OKC                                                                         | POR                                                                         | SLC                                                                         | SAN                                                                         | TAC                                                                         | RGV                                                                         | LAG                                                                         | SAC                                                                         | COS                                                                         | PHX                                                                         | TUL                                                                         | RNO                                                                         | OCO                                                                         | NMU                                                                         | ELP                                                                         | OKC                                                                         | LAG                                                                         | TAC                                                                         | RGV                                                                         | FRS                                                                         | SAC                                                                         | OCO                                                                         | POR                                                                         | TUL                                                                         | SLC                                                                         | ELP                                                                         | PHX                                                                         | FRS                                                                         | AUS                                                                         | COS                                                                         | SAN                                                                         | RNO                                                                         | NMU                                                                         |
| Lights de Las Vegas (LVL)                                                   | 0–0                                                                         | 1–2                                                                         | 1–3                                                                         | 1–0                                                                         | 1–2                                                                         | 5–0                                                                         | 2–5                                                                         | 0–0                                                                         | 4–2                                                                         | 3–0                                                                         | 0–4                                                                         | 0–0                                                                         | 0–4                                                                         | 1–1                                                                         | 5–1                                                                         | 1–0                                                                         | 0–1                                                                         | 2–2                                                                         | 1–4                                                                         | 2–1                                                                         | 1–2                                                                         | 0–0                                                                         | 0–3                                                                         | 1–0                                                                         | 1–1                                                                         | 2–2                                                                         | 0–3                                                                         | 0–1                                                                         | 3–1                                                                         | 1–4                                                                         | 3–1                                                                         | 4–2                                                                         | 0–2                                                                         | 0–2                                                                         |
| LA Galaxy II (LAG)                                                          | COS                                                                         | TAC                                                                         | SLC                                                                         | POR                                                                         | TUL                                                                         | SAN                                                                         | RGV                                                                         | LVL                                                                         | AUS                                                                         | FRE                                                                         | RGV                                                                         | OCO                                                                         | TAC                                                                         | OKC                                                                         | ELP                                                                         | RNO                                                                         | NMU                                                                         | OCO                                                                         | LVL                                                                         | RNO                                                                         | TUL                                                                         | POR                                                                         | PHX                                                                         | AUS                                                                         | NMU                                                                         | SAC                                                                         | SLC                                                                         | PHX                                                                         | SAN                                                                         | OKC                                                                         | SAC                                                                         | COS                                                                         | FRE                                                                         | ELP                                                                         |
| LA Galaxy II (LAG)                                                          | 1–4                                                                         | 3–0                                                                         | 0–5                                                                         | 3–2                                                                         | 4–2                                                                         | 0–2                                                                         | 4–4                                                                         | 0–0                                                                         | 1–0                                                                         | 0–3                                                                         | 2–2                                                                         | 2–2                                                                         | 2–2                                                                         | 0–0                                                                         | 0–3                                                                         | 2–4                                                                         | 1–1                                                                         | 2–1                                                                         | 2–2                                                                         | 1–2                                                                         | 3–1                                                                         | 2–1                                                                         | 2–3                                                                         | 3–1                                                                         | 2–2                                                                         | 1–0                                                                         | 3–1                                                                         | 1–4                                                                         | 1–1                                                                         | 5–1                                                                         | 2–2                                                                         | 0–2                                                                         | 2–2                                                                         | 2–0                                                                         |
| Loudoun United (LDN)                                                        | NSH                                                                         | MEM                                                                         | TBR                                                                         | OTT                                                                         | NYR                                                                         | BHM                                                                         | BST                                                                         | CLT                                                                         | HFD                                                                         | SPR                                                                         | LOU                                                                         | IND                                                                         | ATL                                                                         | STL                                                                         | NCA                                                                         | IND                                                                         | LOU                                                                         | ATL                                                                         | CLT                                                                         | CHS                                                                         | OTT                                                                         | PGH                                                                         | BHM                                                                         | NCA                                                                         | HFD                                                                         | MEM                                                                         | BST                                                                         | SPR                                                                         | NSH                                                                         | PGH                                                                         | TBR                                                                         | STL                                                                         | CHS                                                                         | NYR                                                                         |
| Loudoun United (LDN)                                                        | 0–2                                                                         | 1–1                                                                         | 0–0                                                                         | 0–2                                                                         | 3–1                                                                         | 0–1                                                                         | 3–3                                                                         | 3–1                                                                         | 1–2                                                                         | 3–2                                                                         | 1–2                                                                         | 1–2                                                                         | 2–1                                                                         | 2–2                                                                         | 0–3                                                                         | 0–2                                                                         | 3–0                                                                         | 2–4                                                                         | 3–3                                                                         | 1–2                                                                         | 1–3                                                                         | 0–1                                                                         | 1–1                                                                         | 4–0                                                                         | 1–5                                                                         | 1–2                                                                         | 2–5                                                                         | 4–1                                                                         | 0–2                                                                         | 1–2                                                                         | 2–0                                                                         | 4–3                                                                         | 2–1                                                                         | 7–3                                                                         |
| Louisville City FC (LOU)                                                    | NCA                                                                         | ATL                                                                         | HFD                                                                         | BHM                                                                         | PGH                                                                         | TBR                                                                         | OTT                                                                         | MEM                                                                         | SPR                                                                         | BHM                                                                         | STL                                                                         | BST                                                                         | CHS                                                                         | LDN                                                                         | NYR                                                                         | CLT                                                                         | IND                                                                         | NSH                                                                         | OTT                                                                         | BST                                                                         | LDN                                                                         | CLT                                                                         | ATL                                                                         | CHS                                                                         | NCA                                                                         | IND                                                                         | PGH                                                                         | HFD                                                                         | NYR                                                                         | TBR                                                                         | STL                                                                         | NSH                                                                         | SPR                                                                         | MEM                                                                         |
| Louisville City FC (LOU)                                                    | 1–4                                                                         | 1–0                                                                         | 2–1                                                                         | 2–3                                                                         | 0–1                                                                         | 1–1                                                                         | 1–0                                                                         | 2–1                                                                         | 2–3                                                                         | 3–0                                                                         | 0–0                                                                         | 2–2                                                                         | 4–1                                                                         | 2–1                                                                         | 0–1                                                                         | 1–1                                                                         | 1–1                                                                         | 2–1                                                                         | 1–1                                                                         | 0–1                                                                         | 0–3                                                                         | 1–0                                                                         | 5–1                                                                         | 2–1                                                                         | 1–0                                                                         | 1–1                                                                         | 0–0                                                                         | 1–0                                                                         | 5–3                                                                         | 2–2                                                                         | 1–0                                                                         | 1–2                                                                         | 8–3                                                                         | 2–1                                                                         |
| Memphis 901 FC (MEM)                                                        | TBR                                                                         | LDN                                                                         | BST                                                                         | NYR                                                                         | NCA                                                                         | ATL                                                                         | NSH                                                                         | CHS                                                                         | LOU                                                                         | BHM                                                                         | HFD                                                                         | SPR                                                                         | IND                                                                         | OTT                                                                         | CLT                                                                         | HFD                                                                         | NSH                                                                         | NYR                                                                         | OTT                                                                         | PGH                                                                         | STL                                                                         | NCA                                                                         | BHM                                                                         | TBR                                                                         | ATL                                                                         | SPR                                                                         | LDN                                                                         | STL                                                                         | PGH                                                                         | BST                                                                         | IND                                                                         | CLT                                                                         | CHS                                                                         | LOU                                                                         |
| Memphis 901 FC (MEM)                                                        | 0–1                                                                         | 1–1                                                                         | 1–0                                                                         | 2–3                                                                         | 1–1                                                                         | 0–1                                                                         | 0–2                                                                         | 0–1                                                                         | 1–2                                                                         | 2–2                                                                         | 2–1                                                                         | 2–2                                                                         | 0–3                                                                         | 0–0                                                                         | 0–1                                                                         | 4–1                                                                         | 0–2                                                                         | 2–2                                                                         | 2–0                                                                         | 0–4                                                                         | 0–0                                                                         | 1–2                                                                         | 0–1                                                                         | 0–5                                                                         | 2–1                                                                         | 4–2                                                                         | 2–1                                                                         | 1–0                                                                         | 0–1                                                                         | 5–0                                                                         | 0–3                                                                         | 1–2                                                                         | 0–2                                                                         | 1–2                                                                         |
| Nashville SC (NSH)                                                          | LDN                                                                         | STL                                                                         | NYR                                                                         | OTT                                                                         | MEM                                                                         | CHS                                                                         | PGH                                                                         | ATL                                                                         | TBR                                                                         | SPR                                                                         | CLT                                                                         | BHM                                                                         | IND                                                                         | BST                                                                         | HFD                                                                         | OTT                                                                         | NCA                                                                         | LOU                                                                         | MEM                                                                         | IND                                                                         | SPR                                                                         | HFD                                                                         | BST                                                                         | CLT                                                                         | NYR                                                                         | CHS                                                                         | TBR                                                                         | STL                                                                         | BHM                                                                         | PGH                                                                         | LDN                                                                         | LOU                                                                         | NCA                                                                         | ATL                                                                         |
| Nashville SC (NSH)                                                          | 2–0                                                                         | 0–1                                                                         | 1–1                                                                         | 3–0                                                                         | 2–0                                                                         | 1–3                                                                         | 2–2                                                                         | 2–0                                                                         | 0–1                                                                         | 5–1                                                                         | 1–1                                                                         | 1–0                                                                         | 0–0                                                                         | 4–1                                                                         | 3–2                                                                         | 3–3                                                                         | 0–1                                                                         | 1–2                                                                         | 2–0                                                                         | 2–0                                                                         | 2–0                                                                         | 4–0                                                                         | 0–0                                                                         | 3–1                                                                         | 1–2                                                                         | 2–1                                                                         | 2–1                                                                         | 0–1                                                                         | 1–0                                                                         | 0–0                                                                         | 2–0                                                                         | 2–1                                                                         | 2–0                                                                         | 3–0                                                                         |
| New Mexico United (NMU)                                                     | FRE                                                                         | PHX                                                                         | TUL                                                                         | OCO                                                                         | TAC                                                                         | RGV                                                                         | SLC                                                                         | RNO                                                                         | POR                                                                         | SAN                                                                         | ELP                                                                         | COS                                                                         | AUS                                                                         | OKC                                                                         | SAC                                                                         | LVL                                                                         | LAG                                                                         | SLC                                                                         | FRE                                                                         | SAC                                                                         | ELP                                                                         | AUS                                                                         | POR                                                                         | LAG                                                                         | SAN                                                                         | OCO                                                                         | OKC                                                                         | COS                                                                         | RNO                                                                         | PHX                                                                         | RGV                                                                         | TUL                                                                         | TAC                                                                         | LVL                                                                         |
| New Mexico United (NMU)                                                     | 1–1                                                                         | 3–3                                                                         | 2–1                                                                         | 2–2                                                                         | 2–1                                                                         | 0–0                                                                         | 5–1                                                                         | 1–2                                                                         | 3–3                                                                         | 3–0                                                                         | 2–2                                                                         | 3–1                                                                         | 3–1                                                                         | 1–1                                                                         | 0–3                                                                         | 1–5                                                                         | 1–1                                                                         | 0–1                                                                         | 1–2                                                                         | 2–1                                                                         | 3–0                                                                         | 2–2                                                                         | 2–3                                                                         | 2–2                                                                         | 0–5                                                                         | 0–2                                                                         | 3–1                                                                         | 3–1                                                                         | 1–3                                                                         | 2–2                                                                         | 1–1                                                                         | 1–2                                                                         | 1–1                                                                         | 2–0                                                                         |
| Red Bulls II de New York (NYR)                                              | SPR                                                                         | NSH                                                                         | MEM                                                                         | CLT                                                                         | HFD                                                                         | LDN                                                                         | IND                                                                         | BHM                                                                         | OTT                                                                         | TBR                                                                         | NCA                                                                         | BST                                                                         | ATL                                                                         | LOU                                                                         | PGH                                                                         | CHS                                                                         | OTT                                                                         | BST                                                                         | ATL                                                                         | MEM                                                                         | TBR                                                                         | STL                                                                         | HFD                                                                         | PGH                                                                         | NSH                                                                         | SPR                                                                         | IND                                                                         | CLT                                                                         | STL                                                                         | LOU                                                                         | CHS                                                                         | NCA                                                                         | BHM                                                                         | LDN                                                                         |
| Red Bulls II de New York (NYR)                                              | 3–1                                                                         | 1–1                                                                         | 3–2                                                                         | 2–1                                                                         | 4–0                                                                         | 1–3                                                                         | 2–1                                                                         | 5–0                                                                         | 1–1                                                                         | 0–2                                                                         | 1–2                                                                         | 4–0                                                                         | 3–1                                                                         | 1–0                                                                         | 0–3                                                                         | 1–1                                                                         | 1–1                                                                         | 4–3                                                                         | 8–1                                                                         | 2–2                                                                         | 2–0                                                                         | 2–0                                                                         | 5–1                                                                         | 1–2                                                                         | 2–1                                                                         | 5–1                                                                         | 0–1                                                                         | 2–0                                                                         | 0–2                                                                         | 3–5                                                                         | 1–1                                                                         | 0–2                                                                         | 1–2                                                                         | 3–7                                                                         |
| North Carolina FC (NCA)                                                     | LOU                                                                         | BST                                                                         | CHS                                                                         | MEM                                                                         | ATL                                                                         | CLT                                                                         | HFD                                                                         | IND                                                                         | OTT                                                                         | BHM                                                                         | NYR                                                                         | HFD                                                                         | TBR                                                                         | SPR                                                                         | STL                                                                         | NSH                                                                         | CLT                                                                         | BHM                                                                         | LDN                                                                         | PGH                                                                         | ATL                                                                         | IND                                                                         | MEM                                                                         | PGH                                                                         | TBR                                                                         | LOU                                                                         | LDN                                                                         | BST                                                                         | SPR                                                                         | CHS                                                                         | OTT                                                                         | NYR                                                                         | NSH                                                                         | STL                                                                         |
| North Carolina FC (NCA)                                                     | 4–1                                                                         | 1–0                                                                         | 1–1                                                                         | 1–1                                                                         | 1–2                                                                         | 3–0                                                                         | 4–1                                                                         | 0–0                                                                         | 1–2                                                                         | 0–0                                                                         | 2–1                                                                         | 1–1                                                                         | 3–1                                                                         | 2–0                                                                         | 2–2                                                                         | 1–0                                                                         | 1–1                                                                         | 0–1                                                                         | 3–0                                                                         | 0–1                                                                         | 4–2                                                                         | 1–2                                                                         | 2–1                                                                         | 5–0                                                                         | 4–2                                                                         | 0–1                                                                         | 0–4                                                                         | 3–3                                                                         | 0–1                                                                         | 1–2                                                                         | 3–1                                                                         | 2–0                                                                         | 0–2                                                                         | 1–0                                                                         |
| Energy FC d'Oklahoma City (OKC)                                             | ELP                                                                         | LVL                                                                         | SAC                                                                         | RNO                                                                         | POR                                                                         | RGV                                                                         | OCO                                                                         | TUL                                                                         | TAC                                                                         | AUS                                                                         | SLC                                                                         | COS                                                                         | LAG                                                                         | NMU                                                                         | FRS                                                                         | SAN                                                                         | PHX                                                                         | LVL                                                                         | ELP                                                                         | RNO                                                                         | COS                                                                         | TAC                                                                         | TUL                                                                         | FRS                                                                         | POR                                                                         | AUS                                                                         | SLC                                                                         | NMU                                                                         | SAN                                                                         | SAC                                                                         | LAG                                                                         | OCO                                                                         | RGV                                                                         | PHX                                                                         |
| Energy FC d'Oklahoma City (OKC)                                             | 3–1                                                                         | 2–1                                                                         | 1–4                                                                         | 3–3                                                                         | 2–3                                                                         | 1–2                                                                         | 1–0                                                                         | 1–1                                                                         | 2–1                                                                         | 1–2                                                                         | 1–1                                                                         | 1–0                                                                         | 0–0                                                                         | 1–1                                                                         | 1–1                                                                         | 1–1                                                                         | 1–4                                                                         | 1–0                                                                         | 1–1                                                                         | 2–3                                                                         | 0–1                                                                         | 2–0                                                                         | 1–1                                                                         | 1–2                                                                         | 4–2                                                                         | 4–2                                                                         | 2–2                                                                         | 1–3                                                                         | 1–3                                                                         | 0–0                                                                         | 1–5                                                                         | 0–2                                                                         | 0–2                                                                         | 1–3                                                                         |
| Orange County SC (OCO)                                                      | RNO                                                                         | TUL                                                                         | NMU                                                                         | ELP                                                                         | COS                                                                         | TAC                                                                         | OKC                                                                         | FRS                                                                         | PHX                                                                         | SAN                                                                         | AUS                                                                         | LAG                                                                         | RGV                                                                         | LVL                                                                         | PHX                                                                         | POR                                                                         | LAG                                                                         | COS                                                                         | AUS                                                                         | SAN                                                                         | RNO                                                                         | SAC                                                                         | TAC                                                                         | LVL                                                                         | SLC                                                                         | NMU                                                                         | POR                                                                         | ELP                                                                         | TUL                                                                         | RGV                                                                         | OKC                                                                         | SLC                                                                         | SAC                                                                         | FRS                                                                         |
| Orange County SC (OCO)                                                      | 2–2                                                                         | 3–5                                                                         | 2–2                                                                         | 0–2                                                                         | 2–0                                                                         | 4–0                                                                         | 0–1                                                                         | 2–2                                                                         | 2–1                                                                         | 0–0                                                                         | 2–2                                                                         | 2–2                                                                         | 2–1                                                                         | 1–1                                                                         | 0–3                                                                         | 0–2                                                                         | 1–2                                                                         | 2–1                                                                         | 2–3                                                                         | 0–0                                                                         | 4–1                                                                         | 0–0                                                                         | 1–2                                                                         | 3–0                                                                         | 3–1                                                                         | 2–0                                                                         | 2–1                                                                         | 2–0                                                                         | 1–0                                                                         | 0–2                                                                         | 2–0                                                                         | 0–2                                                                         | 3–2                                                                         | 2–0                                                                         |
| Fury d'Ottawa (OTT)                                                         | CHS                                                                         | BHM                                                                         | NSH                                                                         | LDN                                                                         | LOU                                                                         | ATL                                                                         | NYR                                                                         | NCA                                                                         | BST                                                                         | HFD                                                                         | CLT                                                                         | PGH                                                                         | MEM                                                                         | NSH                                                                         | CHS                                                                         | TBR                                                                         | NYR                                                                         | LOU                                                                         | SPR                                                                         | MEM                                                                         | BHM                                                                         | LDN                                                                         | STL                                                                         | PGH                                                                         | STL                                                                         | ATL                                                                         | IND                                                                         | TBR                                                                         | HFD                                                                         | NCA                                                                         | IND                                                                         | SPR                                                                         | BST                                                                         | CLT                                                                         |
| Fury d'Ottawa (OTT)                                                         | 1–1                                                                         | 1–0                                                                         | 0–3                                                                         | 2–0                                                                         | 0–1                                                                         | 2–0                                                                         | 1–1                                                                         | 2–1                                                                         | 3–0                                                                         | 1–1                                                                         | 4–1                                                                         | 2–2                                                                         | 0–0                                                                         | 3–3                                                                         | 3–2                                                                         | 1–2                                                                         | 1–1                                                                         | 1–1                                                                         | 4–0                                                                         | 0–2                                                                         | 0–0                                                                         | 3–1                                                                         | 2–1                                                                         | 0–4                                                                         | 0–1                                                                         | 2–3                                                                         | 0–2                                                                         | 1–0                                                                         | 4–1                                                                         | 1–3                                                                         | 1–0                                                                         | 2–1                                                                         | 1–1                                                                         | 1–3                                                                         |
| Rising de Phoenix (PHX)                                                     | SAN                                                                         | NMU                                                                         | COS                                                                         | FRS                                                                         | ELP                                                                         | AUS                                                                         | TAC                                                                         | SAC                                                                         | OCO                                                                         | RGV                                                                         | LVL                                                                         | SLC                                                                         | TUL                                                                         | OCO                                                                         | RNO                                                                         | OKC                                                                         | POR                                                                         | RGV                                                                         | AUS                                                                         | TUL                                                                         | LAG                                                                         | ELP                                                                         | RNO                                                                         | SAC                                                                         | TAC                                                                         | COS                                                                         | SAN                                                                         | LVL                                                                         | LAG                                                                         | FRS                                                                         | NMU                                                                         | POR                                                                         | SLC                                                                         | OKC                                                                         |
| Rising de Phoenix (PHX)                                                     | 3–3                                                                         | 3–3                                                                         | 2–2                                                                         | 0–0                                                                         | 2–0                                                                         | 0–1                                                                         | 4–0                                                                         | 0–0                                                                         | 1–2                                                                         | 3–1                                                                         | 4–0                                                                         | 4–2                                                                         | 5–0                                                                         | 3–0                                                                         | 3–0                                                                         | 4–1                                                                         | 4–2                                                                         | 1–0                                                                         | 6–0                                                                         | 1–0                                                                         | 3–2                                                                         | 2–1                                                                         | 4–2                                                                         | 2–1                                                                         | 4–2                                                                         | 3–0                                                                         | 1–0                                                                         | 1–0                                                                         | 4–1                                                                         | 1–2                                                                         | 2–2                                                                         | 5–3                                                                         | 1–2                                                                         | 3–1                                                                         |
| Riverhounds de Pittsburgh (PGH)                                             | TBR                                                                         | SPR                                                                         | BST                                                                         | LOU                                                                         | HFD                                                                         | STL                                                                         | NSH                                                                         | CHS                                                                         | CLT                                                                         | IND                                                                         | OTT                                                                         | ATL                                                                         | NYR                                                                         | BHM                                                                         | BST                                                                         | CLT                                                                         | TBR                                                                         | NCA                                                                         | HFD                                                                         | MEM                                                                         | SPR                                                                         | NYR                                                                         | NCA                                                                         | LDN                                                                         | OTT                                                                         | LOU                                                                         | CHS                                                                         | NSH                                                                         | MEM                                                                         | IND                                                                         | LDN                                                                         | ATL                                                                         | STL                                                                         | BHM                                                                         |
| Riverhounds de Pittsburgh (PGH)                                             | 0–2                                                                         | 2–2                                                                         | 2–2                                                                         | 1–0                                                                         | 3–1                                                                         | 0–0                                                                         | 2–2                                                                         | 2–2                                                                         | 0–0                                                                         | 1–2                                                                         | 2–2                                                                         | 5–0                                                                         | 3–0                                                                         | 4–1                                                                         | 1–0                                                                         | 0–1                                                                         | 1–1                                                                         | 1–0                                                                         | 4–2                                                                         | 4–0                                                                         | 3–2                                                                         | 2–1                                                                         | 0–5                                                                         | 1–0                                                                         | 4–0                                                                         | 0–0                                                                         | 1–0                                                                         | 0–0                                                                         | 1–0                                                                         | 3–0                                                                         | 2–1                                                                         | 1–1                                                                         | 1–0                                                                         | 1–0                                                                         |
| Timbers 2 de Portland (POR)                                                 | TUL                                                                         | SAN                                                                         | LVL                                                                         | LAG                                                                         | OKC                                                                         | SAC                                                                         | COS                                                                         | NMU                                                                         | RGV                                                                         | TAC                                                                         | ELP                                                                         | SLC                                                                         | AUS                                                                         | FRE                                                                         | OCO                                                                         | RNO                                                                         | PHX                                                                         | TUL                                                                         | SAC                                                                         | FRE                                                                         | LAG                                                                         | COS                                                                         | NMU                                                                         | OKC                                                                         | LVL                                                                         | RNO                                                                         | OCO                                                                         | SLC                                                                         | TAC                                                                         | AUS                                                                         | PHX                                                                         | SAN                                                                         | ELP                                                                         | RGV                                                                         |
| Timbers 2 de Portland (POR)                                                 | 1–1                                                                         | 3–1                                                                         | 3–1                                                                         | 2–3                                                                         | 3–2                                                                         | 1–0                                                                         | 2–2                                                                         | 3–3                                                                         | 1–2                                                                         | 4–1                                                                         | 1–1                                                                         | 2–1                                                                         | 2–2                                                                         | 2–2                                                                         | 2–0                                                                         | 1–2                                                                         | 2–4                                                                         | 1–1                                                                         | 0–1                                                                         | 1–2                                                                         | 1–2                                                                         | 2–2                                                                         | 3–2                                                                         | 2–4                                                                         | 0–1                                                                         | 3–1                                                                         | 1–2                                                                         | 1–5                                                                         | 6–3                                                                         | 1–2                                                                         | 3–5                                                                         | 3–4                                                                         | 1–4                                                                         | 1–2                                                                         |
| Real Monarchs (SLC)                                                         | SAC                                                                         | ELP                                                                         | LAG                                                                         | LVL                                                                         | RNO                                                                         | NMU                                                                         | SAN                                                                         | AUS                                                                         | FRS                                                                         | OKC                                                                         | PHX                                                                         | POR                                                                         | RGV                                                                         | COS                                                                         | TUL                                                                         | NMU                                                                         | TAC                                                                         | ELP                                                                         | SAN                                                                         | COS                                                                         | TUL                                                                         | FRS                                                                         | OCO                                                                         | OKC                                                                         | LVL                                                                         | LAG                                                                         | POR                                                                         | TAC                                                                         | RGV                                                                         | RNO                                                                         | OCO                                                                         | PHX                                                                         | AUS                                                                         | SAC                                                                         |
| Real Monarchs (SLC)                                                         | 1–1                                                                         | 0–0                                                                         | 5–0                                                                         | 0–1                                                                         | 3–1                                                                         | 1–5                                                                         | 3–2                                                                         | 2–3                                                                         | 2–4                                                                         | 1–1                                                                         | 2–4                                                                         | 1–2                                                                         | 5–3                                                                         | 2–1                                                                         | 3–1                                                                         | 1–0                                                                         | 5–0                                                                         | 0–0                                                                         | 1–3                                                                         | 1–0                                                                         | 4–1                                                                         | 1–1                                                                         | 1–3                                                                         | 2–2                                                                         | 2–2                                                                         | 1–3                                                                         | 5–1                                                                         | 4–1                                                                         | 1–3                                                                         | 2–1                                                                         | 2–0                                                                         | 2–1                                                                         | 2–2                                                                         | 3–0                                                                         |
| Reno 1868 FC (RNO)                                                          | OCO                                                                         | AUS                                                                         | FRS                                                                         | OKC                                                                         | SLC                                                                         | COS                                                                         | NMU                                                                         | ELP                                                                         | TUL                                                                         | SAC                                                                         | TAC                                                                         | LVL                                                                         | SAN                                                                         | LAG                                                                         | PHX                                                                         | POR                                                                         | SAC                                                                         | RGV                                                                         | OKC                                                                         | LAG                                                                         | OCO                                                                         | COS                                                                         | RGV                                                                         | SAN                                                                         | PHX                                                                         | POR                                                                         | FRS                                                                         | TAC                                                                         | AUS                                                                         | NMU                                                                         | SLC                                                                         | ELP                                                                         | LVL                                                                         | TUL                                                                         |
| Reno 1868 FC (RNO)                                                          | 2–2                                                                         | 2–1                                                                         | 1–1                                                                         | 3–3                                                                         | 1–3                                                                         | 2–0                                                                         | 2–1                                                                         | 0–1                                                                         | 2–2                                                                         | 4–1                                                                         | 1–1                                                                         | 4–0                                                                         | 2–3                                                                         | 4–2                                                                         | 0–3                                                                         | 2–1                                                                         | 2–0                                                                         | 4–0                                                                         | 3–2                                                                         | 2–1                                                                         | 1–4                                                                         | 4–0                                                                         | 2–1                                                                         | 1–4                                                                         | 2–4                                                                         | 1–3                                                                         | 2–3                                                                         | 5–0                                                                         | 2–1                                                                         | 3–1                                                                         | 1–2                                                                         | 0–0                                                                         | 2–0                                                                         | 3–0                                                                         |
| Toros de Rio Grande Valley (RGV)                                            | TAC                                                                         | FRS                                                                         | ELP                                                                         | TUL                                                                         | NMU                                                                         | OKC                                                                         | LVL                                                                         | LAG                                                                         | POR                                                                         | PHX                                                                         | LAG                                                                         | SAN                                                                         | OCO                                                                         | SLC                                                                         | COS                                                                         | AUS                                                                         | RNO                                                                         | TAC                                                                         | PHX                                                                         | SAC                                                                         | LVL                                                                         | RNO                                                                         | COS                                                                         | SAN                                                                         | ELP                                                                         | AUS                                                                         | TUL                                                                         | SAC                                                                         | FRS                                                                         | SLC                                                                         | OCO                                                                         | NMU                                                                         | OKC                                                                         | POR                                                                         |
| Toros de Rio Grande Valley (RGV)                                            | 0–1                                                                         | 0–2                                                                         | 2–2                                                                         | 1–2                                                                         | 0–0                                                                         | 2–1                                                                         | 5–2                                                                         | 4–4                                                                         | 2–1                                                                         | 1–3                                                                         | 2–2                                                                         | 3–1                                                                         | 1–2                                                                         | 3–5                                                                         | 3–0                                                                         | 0–1                                                                         | 0–4                                                                         | 0–0                                                                         | 0–1                                                                         | 2–1                                                                         | 1–2                                                                         | 1–2                                                                         | 3–3                                                                         | 2–2                                                                         | 1–0                                                                         | 0–3                                                                         | 0–1                                                                         | 1–2                                                                         | 0–5                                                                         | 3–1                                                                         | 2–0                                                                         | 1–1                                                                         | 2–0                                                                         | 2–1                                                                         |
| Republic de Sacramento (SAC)                                                | SLC                                                                         | COS                                                                         | OKC                                                                         | TAC                                                                         | AUS                                                                         | POR                                                                         | PHX                                                                         | LVL                                                                         | FRS                                                                         | RNO                                                                         | ELP                                                                         | SAN                                                                         | NMU                                                                         | TUL                                                                         | RNO                                                                         | FRS                                                                         | POR                                                                         | RGV                                                                         | NMU                                                                         | OCO                                                                         | SAN                                                                         | LVL                                                                         | COS                                                                         | PHX                                                                         | LAG                                                                         | TAC                                                                         | AUS                                                                         | RGV                                                                         | OKC                                                                         | ELP                                                                         | LAG                                                                         | TUL                                                                         | OCO                                                                         | SLC                                                                         |
| Republic de Sacramento (SAC)                                                | 1–1                                                                         | 1–0                                                                         | 4–1                                                                         | 1–2                                                                         | 1–0                                                                         | 0–1                                                                         | 0–0                                                                         | 2–4                                                                         | 1–0                                                                         | 1–4                                                                         | 1–3                                                                         | 2–1                                                                         | 3–0                                                                         | 6–0                                                                         | 0–2                                                                         | 0–1                                                                         | 1–0                                                                         | 1–2                                                                         | 1–2                                                                         | 0–0                                                                         | 3–2                                                                         | 0–0                                                                         | 4–0                                                                         | 1–2                                                                         | 0–1                                                                         | 3–0                                                                         | 2–1                                                                         | 2–1                                                                         | 0–0                                                                         | 1–2                                                                         | 2–2                                                                         | 3–2                                                                         | 2–3                                                                         | 0–3                                                                         |
| San Antonio FC (SAN)                                                        | PHX                                                                         | POR                                                                         | COS                                                                         | AUS                                                                         | LVL                                                                         | LAG                                                                         | SLC                                                                         | TAC                                                                         | NMU                                                                         | OCO                                                                         | TUL                                                                         | RGV                                                                         | SAC                                                                         | RNO                                                                         | OKC                                                                         | FRS                                                                         | ELP                                                                         | AUS                                                                         | ELP                                                                         | OCO                                                                         | SLC                                                                         | SAC                                                                         | RNO                                                                         | RGV                                                                         | NMU                                                                         | TAC                                                                         | PHX                                                                         | OKC                                                                         | LAG                                                                         | TUL                                                                         | FRS                                                                         | LVL                                                                         | POR                                                                         | COS                                                                         |
| San Antonio FC (SAN)                                                        | 3–3                                                                         | 1–3                                                                         | 0–1                                                                         | 0–1                                                                         | 2–1                                                                         | 2–0                                                                         | 2–3                                                                         | 3–0                                                                         | 0–3                                                                         | 0–0                                                                         | 1–1                                                                         | 1–3                                                                         | 1–2                                                                         | 3–2                                                                         | 1–1                                                                         | 2–3                                                                         | 0–0                                                                         | 3–0                                                                         | 3–1                                                                         | 0–0                                                                         | 3–1                                                                         | 2–3                                                                         | 4–1                                                                         | 2–2                                                                         | 5–0                                                                         | 1–5                                                                         | 0–1                                                                         | 3–1                                                                         | 1–1                                                                         | 3–4                                                                         | 2–1                                                                         | 2–4                                                                         | 4–3                                                                         | 2–2                                                                         |
| Saint Louis FC (STL)                                                        | IND                                                                         | NSH                                                                         | TBR                                                                         | CLT                                                                         | ATL                                                                         | BHM                                                                         | PGH                                                                         | SPR                                                                         | CHS                                                                         | LOU                                                                         | HFD                                                                         | BST                                                                         | NCA                                                                         | SPR                                                                         | LDN                                                                         | CLT                                                                         | TBR                                                                         | BST                                                                         | NYR                                                                         | MEM                                                                         | CHS                                                                         | IND                                                                         | OTT                                                                         | HFD                                                                         | OTT                                                                         | NSH                                                                         | BHM                                                                         | NYR                                                                         | MEM                                                                         | ATL                                                                         | LOU                                                                         | LDN                                                                         | PGH                                                                         | NCA                                                                         |
| Saint Louis FC (STL)                                                        | 2–1                                                                         | 1–0                                                                         | 1–1                                                                         | 1–0                                                                         | 2–0                                                                         | 2–3                                                                         | 0–0                                                                         | 3–1                                                                         | 0–0                                                                         | 0–0                                                                         | 1–2                                                                         | 1–3                                                                         | 2–2                                                                         | 1–2                                                                         | 2–2                                                                         | 1–2                                                                         | 1–4                                                                         | 3–0                                                                         | 0–2                                                                         | 0–0                                                                         | 1–1                                                                         | 1–2                                                                         | 1–2                                                                         | 3–2                                                                         | 1–0                                                                         | 1–0                                                                         | 2–0                                                                         | 2–0                                                                         | 0–1                                                                         | 1–1                                                                         | 0–1                                                                         | 3–4                                                                         | 0–1                                                                         | 0–1                                                                         |
| Rangers de Swope Park (SPR)                                                 | NYR                                                                         | PGH                                                                         | BST                                                                         | IND                                                                         | BHM                                                                         | STL                                                                         | LOU                                                                         | NSH                                                                         | ATL                                                                         | MEM                                                                         | TBR                                                                         | LDN                                                                         | CLT                                                                         | NCA                                                                         | CHS                                                                         | STL                                                                         | TBR                                                                         | HFD                                                                         | OTT                                                                         | NSH                                                                         | PGH                                                                         | ATL                                                                         | NYR                                                                         | BST                                                                         | MEM                                                                         | CHS                                                                         | NCA                                                                         | CLT                                                                         | LDN                                                                         | BHM                                                                         | HFD                                                                         | OTT                                                                         | LOU                                                                         | IND                                                                         |
| Rangers de Swope Park (SPR)                                                 | 1–3                                                                         | 2–2                                                                         | 3–4                                                                         | 1–3                                                                         | 0–0                                                                         | 1–3                                                                         | 3–2                                                                         | 1–5                                                                         | 1–1                                                                         | 2–2                                                                         | 0–1                                                                         | 2–3                                                                         | 0–0                                                                         | 0–2                                                                         | 1–1                                                                         | 2–1                                                                         | 1–3                                                                         | 4–3                                                                         | 0–4                                                                         | 0–2                                                                         | 2–3                                                                         | 1–2                                                                         | 1–5                                                                         | 0–2                                                                         | 2–4                                                                         | 0–0                                                                         | 1–0                                                                         | 3–0                                                                         | 1–4                                                                         | 3–1                                                                         | 2–2                                                                         | 1–2                                                                         | 3–8                                                                         | 1–2                                                                         |
| Defiance de Tacoma (TAC)                                                    | RGV                                                                         | LAG                                                                         | TUL                                                                         | NMU                                                                         | SAC                                                                         | OCO                                                                         | LVL                                                                         | PHX                                                                         | SAN                                                                         | OKC                                                                         | POR                                                                         | RNO                                                                         | FRS                                                                         | LAG                                                                         | ELP                                                                         | COS                                                                         | AUS                                                                         | RGV                                                                         | SLC                                                                         | LVL                                                                         | OKC                                                                         | OCO                                                                         | ELP                                                                         | PHX                                                                         | SAN                                                                         | SAC                                                                         | RNO                                                                         | SLC                                                                         | POR                                                                         | TUL                                                                         | FRS                                                                         | COS                                                                         | NMU                                                                         | AUS                                                                         |
| Defiance de Tacoma (TAC)                                                    | 1–0                                                                         | 0–3                                                                         | 0–4                                                                         | 1–2                                                                         | 2–1                                                                         | 0–4                                                                         | 0–5                                                                         | 0–4                                                                         | 0–3                                                                         | 1–2                                                                         | 1–4                                                                         | 1–1                                                                         | 3–3                                                                         | 2–2                                                                         | 1–2                                                                         | 0–3                                                                         | 1–1                                                                         | 0–0                                                                         | 0–5                                                                         | 4–1                                                                         | 0–2                                                                         | 2–1                                                                         | 0–2                                                                         | 2–4                                                                         | 5–1                                                                         | 0–3                                                                         | 0–5                                                                         | 1–4                                                                         | 3–6                                                                         | 1–1                                                                         | 4–1                                                                         | 2–0                                                                         | 1–1                                                                         | 3–1                                                                         |
| Rowdies de Tampa Bay (TBR)                                                  | MEM                                                                         | PGH                                                                         | STL                                                                         | LDN                                                                         | HFD                                                                         | LOU                                                                         | ATL                                                                         | CLT                                                                         | IND                                                                         | NSH                                                                         | NYR                                                                         | SPR                                                                         | BHM                                                                         | NCA                                                                         | CHS                                                                         | BST                                                                         | OTT                                                                         | SPR                                                                         | PGH                                                                         | STL                                                                         | NYR                                                                         | CHS                                                                         | BHM                                                                         | NCA                                                                         | MEM                                                                         | NSH                                                                         | CLT                                                                         | ATL                                                                         | OTT                                                                         | BST                                                                         | LOU                                                                         | LDN                                                                         | IND                                                                         | HFD                                                                         |
| Rowdies de Tampa Bay (TBR)                                                  | 1–0                                                                         | 2–0                                                                         | 1–1                                                                         | 0–0                                                                         | 4–0                                                                         | 1–1                                                                         | 4–1                                                                         | 1–1                                                                         | 0–0                                                                         | 1–0                                                                         | 2–0                                                                         | 1–0                                                                         | 2–0                                                                         | 1–3                                                                         | 1–1                                                                         | 2–1                                                                         | 2–1                                                                         | 3–1                                                                         | 1–1                                                                         | 4–1                                                                         | 0–2                                                                         | 5–0                                                                         | 0–1                                                                         | 2–4                                                                         | 5–0                                                                         | 1–2                                                                         | 3–1                                                                         | 1–1                                                                         | 0–1                                                                         | 6–1                                                                         | 2–2                                                                         | 0–2                                                                         | 1–1                                                                         | 1–2                                                                         |
| Roughnecks de Tulsa (TUL)                                                   | POR                                                                         | OCO                                                                         | NMU                                                                         | TAC                                                                         | RGV                                                                         | LAG                                                                         | FRS                                                                         | COS                                                                         | OKC                                                                         | RNO                                                                         | SAN                                                                         | LVL                                                                         | AUS                                                                         | PHX                                                                         | ELP                                                                         | SAC                                                                         | SLC                                                                         | POR                                                                         | COS                                                                         | LAG                                                                         | PHX                                                                         | OKC                                                                         | SLC                                                                         | AUS                                                                         | LVL                                                                         | FRS                                                                         | ELP                                                                         | RGV                                                                         | OCO                                                                         | SAN                                                                         | TAC                                                                         | SAC                                                                         | NMU                                                                         | RNO                                                                         |
| Roughnecks de Tulsa (TUL)                                                   | 1–1                                                                         | 5–3                                                                         | 1–2                                                                         | 4–0                                                                         | 2–1                                                                         | 2–4                                                                         | 1–3                                                                         | 2–0                                                                         | 1–1                                                                         | 2–2                                                                         | 1–1                                                                         | 0–0                                                                         | 2–3                                                                         | 0–5                                                                         | 0–2                                                                         | 0–6                                                                         | 1–3                                                                         | 1–1                                                                         | 0–1                                                                         | 1–3                                                                         | 0–1                                                                         | 1–1                                                                         | 1–4                                                                         | 1–5                                                                         | 1–1                                                                         | 2–1                                                                         | 2–2                                                                         | 1–0                                                                         | 0–1                                                                         | 4–3                                                                         | 1–1                                                                         | 2–3                                                                         | 2–1                                                                         | 0–3                                                                         |

## Séries éliminatoires

### Règlement
Vingt équipes se qualifient pour les séries éliminatoires (soit dix équipes par conférence). Le format des séries est une phase à élimination directe. Pour toutes les rencontres, c'est l'équipe la mieux classée en saison régulière qui accueille son adversaire.
La finale du championnat a lieu sur le terrain de la meilleure équipe en phase régulière. Cette finale se déroule en un seul match, avec prolongations et tirs au but pour départager, si nécessaire, les équipes.

### Tableau

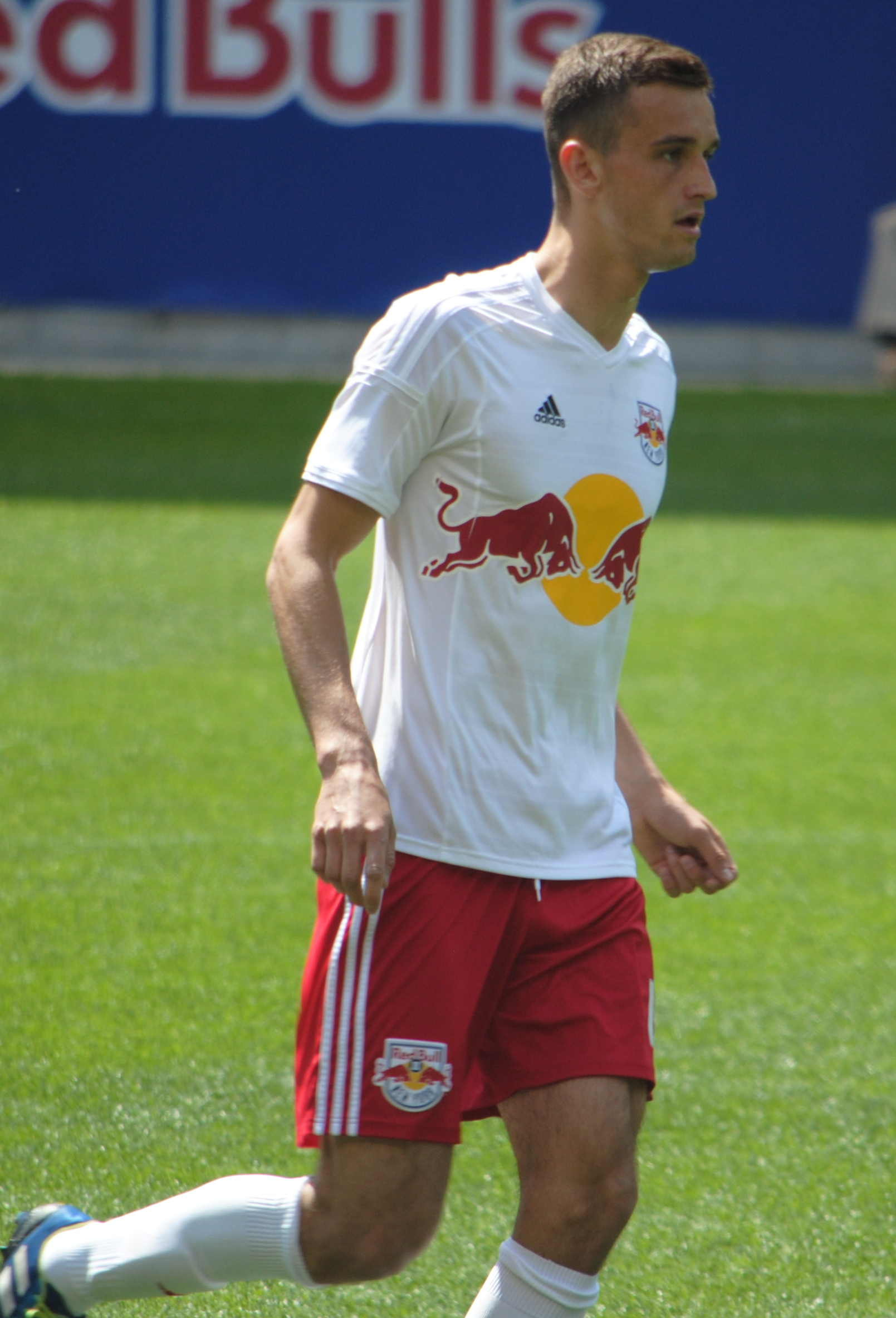
Konrad Plewa, élu meilleur joueur de la finale.

|  | Premier tour Conférence Ouest |                            |   |   |  |  |  |  |  |  |
|  |                               |                            |   |   |  |  |  |  |  |  |
|  | 23 octobre                    |                            |   |   |  |  |  |  |  |  |
|  | O70 Republic de Sacramento    | O70 Republic de Sacramento | 2 | 2 |  |  |  |  |  |  |
|  | O70 Republic de Sacramento    | O70 Republic de Sacramento | 2 | 2 |  |  |  |  |  |  |
|  | O10 New Mexico United         | O10 New Mexico United      | 1 | 1 |  |  |  |  |  |  |
|  | O10 New Mexico United         | O10 New Mexico United      | 1 | 1 |  |  |  |  |  |  |

|  | Premier tour Conférence Ouest |                  |   |   |  |  |  |  |  |  |
|  |                               |                  |   |   |  |  |  |  |  |  |
|  | 23 octobre                    |                  |   |   |  |  |  |  |  |  |
|  | O8 Bold d'Austin              | O8 Bold d'Austin | 2 | 2 |  |  |  |  |  |  |
|  | O8 Bold d'Austin              | O8 Bold d'Austin | 2 | 2 |  |  |  |  |  |  |
|  | O9 LA Galaxy II               | O9 LA Galaxy II  | 0 | 0 |  |  |  |  |  |  |
|  | O9 LA Galaxy II               | O9 LA Galaxy II  | 0 | 0 |  |  |  |  |  |  |

|  | Premier tour Conférence Est |                          |   |   |  |  |  |  |  |  |
|  |                             |                          |   |   |  |  |  |  |  |  |
|  | 23 octobre                  |                          |   |   |  |  |  |  |  |  |
|  | E70 North Carolina FC       | E70 North Carolina FC    | 2 | 2 |  |  |  |  |  |  |
|  | E70 North Carolina FC       | E70 North Carolina FC    | 2 | 2 |  |  |  |  |  |  |
|  | E10 Legion de Birmingham    | E10 Legion de Birmingham | 3 | 3 |  |  |  |  |  |  |
|  | E10 Legion de Birmingham    | E10 Legion de Birmingham | 3 | 3 |  |  |  |  |  |  |

|  | Premier tour Conférence Est       |                                   |       |       |  |  |  |  |  |  |
|  |                                   |                                   |       |       |  |  |  |  |  |  |
|  | 23 octobre                        |                                   |       |       |  |  |  |  |  |  |
|  | E8 Fury d'Ottawa                  | E8 Fury d'Ottawa                  | 1 (4) | 1 (4) |  |  |  |  |  |  |
|  | E8 Fury d'Ottawa                  | E8 Fury d'Ottawa                  | 1 (4) | 1 (4) |  |  |  |  |  |  |
|  | E9 Battery de Charleston t. a. b. | E9 Battery de Charleston t. a. b. | 1 (5) | 1 (5) |  |  |  |  |  |  |
|  | E9 Battery de Charleston t. a. b. | E9 Battery de Charleston t. a. b. | 1 (5) | 1 (5) |  |  |  |  |  |  |

|  | Quarts de finale de conférence | Quarts de finale de conférence | Quarts de finale de conférence | Quarts de finale de conférence |                              |                              | Demi-finales de conférence | Demi-finales de conférence | Demi-finales de conférence | Demi-finales de conférence |  |  | Finales de conférence | Finales de conférence | Finales de conférence | Finales de conférence |  |  | USL Championship 2019 | USL Championship 2019 | USL Championship 2019 | USL Championship 2019 |
|  |                                |                                |                                |                                |                              |                              |                            |                            |                            |                            |  |  |                       |                       |                       |                       |  |  |                       |                       |                       |                       |
|  | 26 octobre                     | 26 octobre                     | 26 octobre                     | 26 octobre                     |                              |                              | 2 novembre                 | 2 novembre                 | 2 novembre                 | 2 novembre                 |  |  | 9 novembre            | 9 novembre            | 9 novembre            | 9 novembre            |  |  | 17 novembre           | 17 novembre           | 17 novembre           | 17 novembre           |
|  | E2 Nashville SC                | E2 Nashville SC                | 3                              | 3                              |                              |                              | 2 novembre                 | 2 novembre                 | 2 novembre                 | 2 novembre                 |  |  | 9 novembre            | 9 novembre            | 9 novembre            | 9 novembre            |  |  | 17 novembre           | 17 novembre           | 17 novembre           | 17 novembre           |
|  | E2 Nashville SC                | E2 Nashville SC                | 3                              | 3                              |                              |                              | 2 novembre                 | 2 novembre                 | 2 novembre                 | 2 novembre                 |  |  | 9 novembre            | 9 novembre            | 9 novembre            | 9 novembre            |  |  | 17 novembre           | 17 novembre           | 17 novembre           | 17 novembre           |
|  | E9 Battery de Charleston       | E9 Battery de Charleston       | 1                              | 1                              |                              |                              | 2 novembre                 | 2 novembre                 | 2 novembre                 | 2 novembre                 |  |  | 9 novembre            | 9 novembre            | 9 novembre            | 9 novembre            |  |  | 17 novembre           | 17 novembre           | 17 novembre           | 17 novembre           |
|  | E9 Battery de Charleston       | E9 Battery de Charleston       | 1                              | 1                              | E2 Nashville SC              | E2 Nashville SC              | 0                          | 0                          |                            |                            |  |  | 9 novembre            | 9 novembre            | 9 novembre            | 9 novembre            |  |  | 17 novembre           | 17 novembre           | 17 novembre           | 17 novembre           |
|  | 26 octobre                     |                                |                                |                                | E2 Nashville SC              | E2 Nashville SC              | 0                          | 0                          |                            |                            |  |  | 9 novembre            | 9 novembre            | 9 novembre            | 9 novembre            |  |  | 17 novembre           | 17 novembre           | 17 novembre           | 17 novembre           |
|  |                                |                                | E3 Eleven d'Indy               | E3 Eleven d'Indy               | 1                            | 1                            |                            |                            |                            |                            |  |  | 9 novembre            | 9 novembre            | 9 novembre            | 9 novembre            |  |  | 17 novembre           | 17 novembre           | 17 novembre           | 17 novembre           |
|  | E3 Eleven d'Indy               | E3 Eleven d'Indy               | E3 Eleven d'Indy               | E3 Eleven d'Indy               | 1                            | 1                            | 1                          | 1                          |                            |                            |  |  | 9 novembre            | 9 novembre            | 9 novembre            | 9 novembre            |  |  | 17 novembre           | 17 novembre           | 17 novembre           | 17 novembre           |
|  | E3 Eleven d'Indy               | E3 Eleven d'Indy               | 2 novembre                     |                                |                              |                              | 1                          | 1                          |                            |                            |  |  | 9 novembre            | 9 novembre            | 9 novembre            | 9 novembre            |  |  | 17 novembre           | 17 novembre           | 17 novembre           | 17 novembre           |
|  | E6 Red Bulls II de New York    | E6 Red Bulls II de New York    | 0                              | 0                              |                              |                              |                            |                            |                            |                            |  |  | 9 novembre            | 9 novembre            | 9 novembre            | 9 novembre            |  |  | 17 novembre           | 17 novembre           | 17 novembre           | 17 novembre           |
|  | E6 Red Bulls II de New York    | E6 Red Bulls II de New York    | 0                              | 0                              | E3 Eleven d'Indy             | E3 Eleven d'Indy             | 1                          | 1                          |                            |                            |  |  |                       |                       |                       |                       |  |  | 17 novembre           | 17 novembre           | 17 novembre           | 17 novembre           |
|  | 26 octobre                     |                                |                                |                                | E3 Eleven d'Indy             | E3 Eleven d'Indy             | 1                          | 1                          |                            |                            |  |  |                       |                       |                       |                       |  |  | 17 novembre           | 17 novembre           | 17 novembre           | 17 novembre           |
|  |                                |                                | E4 Louisville City FC a. p.    | E4 Louisville City FC a. p.    | 3                            | 3                            |                            |                            |                            |                            |  |  |                       |                       |                       |                       |  |  | 17 novembre           | 17 novembre           | 17 novembre           | 17 novembre           |
|  | E10 Riverhounds de Pittsburgh  | E10 Riverhounds de Pittsburgh  | E4 Louisville City FC a. p.    | E4 Louisville City FC a. p.    | 3                            | 3                            | 7                          | 7                          |                            |                            |  |  |                       |                       |                       |                       |  |  | 17 novembre           | 17 novembre           | 17 novembre           | 17 novembre           |
|  | E10 Riverhounds de Pittsburgh  | E10 Riverhounds de Pittsburgh  | 9 novembre                     |                                |                              |                              | 7                          | 7                          |                            |                            |  |  |                       |                       |                       |                       |  |  | 17 novembre           | 17 novembre           | 17 novembre           | 17 novembre           |
|  | E10 Legion de Birmingham       | E10 Legion de Birmingham       | 0                              | 0                              |                              |                              |                            |                            |                            |                            |  |  |                       |                       |                       |                       |  |  | 17 novembre           | 17 novembre           | 17 novembre           | 17 novembre           |
|  | E10 Legion de Birmingham       | E10 Legion de Birmingham       | 0                              | 0                              | E1 Riverhounds de Pittsburgh | E1 Riverhounds de Pittsburgh | 1                          | 1                          |                            |                            |  |  |                       |                       |                       |                       |  |  | 17 novembre           | 17 novembre           | 17 novembre           | 17 novembre           |
|  | 26 octobre                     |                                |                                |                                | E1 Riverhounds de Pittsburgh | E1 Riverhounds de Pittsburgh | 1                          | 1                          |                            |                            |  |  |                       |                       |                       |                       |  |  | 17 novembre           | 17 novembre           | 17 novembre           | 17 novembre           |
|  |                                |                                | E4 Louisville City FC a. p.    | E4 Louisville City FC a. p.    | 2                            | 2                            |                            |                            |                            |                            |  |  |                       |                       |                       |                       |  |  | 17 novembre           | 17 novembre           | 17 novembre           | 17 novembre           |
|  | E4 Louisville City FC          | E4 Louisville City FC          | E4 Louisville City FC a. p.    | E4 Louisville City FC a. p.    | 2                            | 2                            | 2                          | 2                          |                            |                            |  |  |                       |                       |                       |                       |  |  | 17 novembre           | 17 novembre           | 17 novembre           | 17 novembre           |
|  | E4 Louisville City FC          | E4 Louisville City FC          | 1er novembre                   |                                |                              |                              | 2                          | 2                          |                            |                            |  |  |                       |                       |                       |                       |  |  | 17 novembre           | 17 novembre           | 17 novembre           | 17 novembre           |
|  | E5 Rowdies de Tampa Bay        | E5 Rowdies de Tampa Bay        | 1                              | 1                              |                              |                              |                            |                            |                            |                            |  |  |                       |                       |                       |                       |  |  | 17 novembre           | 17 novembre           | 17 novembre           | 17 novembre           |
|  | E5 Rowdies de Tampa Bay        | E5 Rowdies de Tampa Bay        | 1                              | 1                              | E4 Louisville City FC        | E4 Louisville City FC        | 1                          | 1                          |                            |                            |  |  |                       |                       |                       |                       |  |  |                       |                       |                       |                       |
|  | 26 octobre                     |                                |                                |                                | E4 Louisville City FC        | E4 Louisville City FC        | 1                          | 1                          |                            |                            |  |  |                       |                       |                       |                       |  |  |                       |                       |                       |                       |
|  |                                |                                | O4 Real Monarchs               | O4 Real Monarchs               | 3                            | 3                            |                            |                            |                            |                            |  |  |                       |                       |                       |                       |  |  |                       |                       |                       |                       |
|  | O1 Rising de Phoenix t. a. b.  | O1 Rising de Phoenix t. a. b.  | O4 Real Monarchs               | O4 Real Monarchs               | 3                            | 3                            | 0 (8)                      | 0 (8)                      |                            |                            |  |  |                       |                       |                       |                       |  |  |                       |                       |                       |                       |
|  | O1 Rising de Phoenix t. a. b.  | O1 Rising de Phoenix t. a. b.  |                                |                                |                              |                              |                            | 0 (8)                      |                            |                            |  |  |                       |                       |                       |                       |  |  |                       |                       |                       |                       |
|  | O8 Bold d'Austin               | O8 Bold d'Austin               | 0 (7)                          | 0 (7)                          |                              |                              |                            |                            |                            |                            |  |  |                       |                       |                       |                       |  |  |                       |                       |                       |                       |
|  | O8 Bold d'Austin               | O8 Bold d'Austin               | 0 (7)                          | 0 (7)                          | O1 Rising de Phoenix         | O1 Rising de Phoenix         | 1                          | 1                          |                            |                            |  |  |                       |                       |                       |                       |  |  |                       |                       |                       |                       |
|  | 26 octobre                     |                                |                                |                                | O1 Rising de Phoenix         | O1 Rising de Phoenix         | 1                          | 1                          |                            |                            |  |  |                       |                       |                       |                       |  |  |                       |                       |                       |                       |
|  |                                |                                | O4 Real Monarchs               | O4 Real Monarchs               | 2                            | 2                            |                            |                            |                            |                            |  |  |                       |                       |                       |                       |  |  |                       |                       |                       |                       |
|  | O4 Real Monarchs               | O4 Real Monarchs               | O4 Real Monarchs               | O4 Real Monarchs               | 2                            | 2                            | 6                          | 6                          |                            |                            |  |  |                       |                       |                       |                       |  |  |                       |                       |                       |                       |
|  | O4 Real Monarchs               | O4 Real Monarchs               | 2 novembre                     |                                |                              |                              | 6                          | 6                          |                            |                            |  |  |                       |                       |                       |                       |  |  |                       |                       |                       |                       |
|  | O5 Orange County SC            | O5 Orange County SC            | 2                              | 2                              |                              |                              |                            |                            |                            |                            |  |  |                       |                       |                       |                       |  |  |                       |                       |                       |                       |
|  | O5 Orange County SC            | O5 Orange County SC            | 2                              | 2                              | O4 Real Monarchs a. p.       | O4 Real Monarchs a. p.       | 2                          | 2                          |                            |                            |  |  |                       |                       |                       |                       |  |  |                       |                       |                       |                       |
|  | 26 octobre                     |                                |                                |                                | O4 Real Monarchs a. p.       | O4 Real Monarchs a. p.       | 2                          | 2                          |                            |                            |  |  |                       |                       |                       |                       |  |  |                       |                       |                       |                       |
|  |                                |                                | O6 Locomotive d'El Paso        | O6 Locomotive d'El Paso        | 1                            | 1                            |                            |                            |                            |                            |  |  |                       |                       |                       |                       |  |  |                       |                       |                       |                       |
|  | O3 Fresno FC                   | O3 Fresno FC                   | O6 Locomotive d'El Paso        | O6 Locomotive d'El Paso        | 1                            | 1                            | 2                          | 2                          |                            |                            |  |  |                       |                       |                       |                       |  |  |                       |                       |                       |                       |
|  | O3 Fresno FC                   | O3 Fresno FC                   |                                |                                |                              |                              |                            | 2                          |                            |                            |  |  |                       |                       |                       |                       |  |  |                       |                       |                       |                       |
|  | O6 Locomotive d'El Paso        | O6 Locomotive d'El Paso        | 3                              | 3                              |                              |                              |                            |                            |                            |                            |  |  |                       |                       |                       |                       |  |  |                       |                       |                       |                       |
|  | O6 Locomotive d'El Paso        | O6 Locomotive d'El Paso        | 3                              | 3                              | O6 Locomotive d'El Paso      | O6 Locomotive d'El Paso      | 3                          | 3                          |                            |                            |  |  |                       |                       |                       |                       |  |  |                       |                       |                       |                       |
|  | 26 octobre                     |                                |                                |                                | O6 Locomotive d'El Paso      | O6 Locomotive d'El Paso      | 3                          | 3                          |                            |                            |  |  |                       |                       |                       |                       |  |  |                       |                       |                       |                       |
|  |                                |                                | O7 Republic de Sacramento      | O7 Republic de Sacramento      | 0                            | 0                            |                            |                            |                            |                            |  |  |                       |                       |                       |                       |  |  |                       |                       |                       |                       |
|  | O2 Reno 1868 FC                | O2 Reno 1868 FC                | O7 Republic de Sacramento      | O7 Republic de Sacramento      | 0                            | 0                            | 1                          | 1                          |                            |                            |  |  |                       |                       |                       |                       |  |  |                       |                       |                       |                       |
|  | O2 Reno 1868 FC                | O2 Reno 1868 FC                |                                |                                |                              |                              |                            | 1                          |                            |                            |  |  |                       |                       |                       |                       |  |  |                       |                       |                       |                       |
|  | O7 Republic de Sacramento      | O7 Republic de Sacramento      | 3                              | 3                              |                              |                              |                            |                            |                            |                            |  |  |                       |                       |                       |                       |  |  |                       |                       |                       |                       |
|  | O7 Republic de Sacramento      | O7 Republic de Sacramento      | 3                              | 3                              |                              |                              |                            |                            |                            |                            |  |  |                       |                       |                       |                       |  |  |                       |                       |                       |                       |
|  |                                |                                |                                |                                |                              |                              |                            |                            |                            |                            |  |  |                       |                       |                       |                       |  |  |                       |                       |                       |                       |

### Résultats

#### Premier tour

##### Est
| 23 octobre 2019 | North Carolina FC          | 2 - 3   | Legion de Birmingham                                 |                                                                    |                                                                    |
|                 | Albadawi 19e · Fortune 59e | (1 - 1) | 35e Hollinger-Janzen · 66e Herivaux · 90+3e Williams | WakeMed Soccer Park, Cary Spectateurs : 3 675 Arbitrage : Tim Ford | WakeMed Soccer Park, Cary Spectateurs : 3 675 Arbitrage : Tim Ford |
|                 | Rapport                    |         |                                                      | WakeMed Soccer Park, Cary Spectateurs : 3 675 Arbitrage : Tim Ford | WakeMed Soccer Park, Cary Spectateurs : 3 675 Arbitrage : Tim Ford |

| 23 octobre 2019                        | Fury d'Ottawa     | 1 - 1 4 - 5 t. a. b.                             | Battery de Charleston |                                                                     |                                                                     |
|                                        | Samb 40e          | (1 - 1, 1 - 1, 1 - 1)                            | 27e Higashi           | Stade TD Place, Ottawa Spectateurs : 2 427 Arbitrage : David Barrie | Stade TD Place, Ottawa Spectateurs : 2 427 Arbitrage : David Barrie |
|                                        | Rapport           |                                                  |                       | Stade TD Place, Ottawa Spectateurs : 2 427 Arbitrage : David Barrie | Stade TD Place, Ottawa Spectateurs : 2 427 Arbitrage : David Barrie |
| Fall · Haworth · Barry · Samb · Thiago | Tirs au but 4 - 5 | Lewis · Bosua · Marini · Svantesson · van Schaik |                       | Stade TD Place, Ottawa Spectateurs : 2 427 Arbitrage : David Barrie | Stade TD Place, Ottawa Spectateurs : 2 427 Arbitrage : David Barrie |

##### Ouest
| 23 octobre 2019 | Republic de Sacramento        | 2 - 1   | New Mexico United |                                                                             |                                                                             |
|                 | Alemán 45+3e · Enevoldsen 82e | (1 - 1) | 1re Sandoval      | Papa Murphy's Park, Sacramento Spectateurs : 9 907 Arbitrage : Elton Garcia | Papa Murphy's Park, Sacramento Spectateurs : 9 907 Arbitrage : Elton Garcia |
|                 | Rapport                       |         |                   | Papa Murphy's Park, Sacramento Spectateurs : 9 907 Arbitrage : Elton Garcia | Papa Murphy's Park, Sacramento Spectateurs : 9 907 Arbitrage : Elton Garcia |

| 23 octobre 2019 | Bold d'Austin              | 2 - 0   | LA Galaxy II |                                                                         |                                                                         |
|                 | Twumasi 9e · McFarlane 54e | (1 - 0) |              | Bold Stadium, Austin Spectateurs : 2 656 Arbitrage : Guido Gonzales Jr. | Bold Stadium, Austin Spectateurs : 2 656 Arbitrage : Guido Gonzales Jr. |
|                 | Rapport                    |         |              | Bold Stadium, Austin Spectateurs : 2 656 Arbitrage : Guido Gonzales Jr. | Bold Stadium, Austin Spectateurs : 2 656 Arbitrage : Guido Gonzales Jr. |

#### Quarts de finale de conférence

##### Est
| 26 octobre 2019 | Riverhounds de Pittsburgh                                                        | 7 - 0   | Legion de Birmingham |                                                                           |                                                                           |
|                 | Brett 13e 27e 34e (pen.) 71e · Fisher 17e (csc) · Dover 45+1e · Mertz 62e (pen.) | (5 - 0) | 61e Herivaux         | Highmark Stadium, Pittsburgh Spectateurs : 5 672 Arbitrage : Mark Allatin | Highmark Stadium, Pittsburgh Spectateurs : 5 672 Arbitrage : Mark Allatin |
|                 | Rapport                                                                          |         |                      | Highmark Stadium, Pittsburgh Spectateurs : 5 672 Arbitrage : Mark Allatin | Highmark Stadium, Pittsburgh Spectateurs : 5 672 Arbitrage : Mark Allatin |

| 26 octobre 2019 | Nashville SC                      | 3 - 1   | Battery de Charleston |                                                                            |                                                                            |
|                 | Moloto 10e · Ríos 43e · Jones 88e | (2 - 1) | 35e (pen.) Lewis      | First Tennessee Park, Nashville Spectateurs : 6 253 Arbitrage : Greg Dopka | First Tennessee Park, Nashville Spectateurs : 6 253 Arbitrage : Greg Dopka |
|                 | Rapport                           |         |                       | First Tennessee Park, Nashville Spectateurs : 6 253 Arbitrage : Greg Dopka | First Tennessee Park, Nashville Spectateurs : 6 253 Arbitrage : Greg Dopka |

| 26 octobre 2019 | Eleven d'Indy | 1 - 0   | Red Bulls II de New York |                                                                               |                                                                               |
|                 | Ouimette 27e  | (1 - 0) |                          | Carroll Stadium, Indianapolis Spectateurs : 5 175 Arbitrage : Michael Radchuk | Carroll Stadium, Indianapolis Spectateurs : 5 175 Arbitrage : Michael Radchuk |
|                 | Rapport       |         |                          | Carroll Stadium, Indianapolis Spectateurs : 5 175 Arbitrage : Michael Radchuk | Carroll Stadium, Indianapolis Spectateurs : 5 175 Arbitrage : Michael Radchuk |

| 26 octobre 2019 | Louisville City FC | 2 - 1   | Rowdies de Tampa Bay |                                                                                    |                                                                                    |
|                 | Rasmussen 23e 24e  | (2 - 0) | 80e Guenzatti        | Louisville Slugger Field, Louisville Spectateurs : 4 636 Arbitrage : Farhad Dadkho | Louisville Slugger Field, Louisville Spectateurs : 4 636 Arbitrage : Farhad Dadkho |
|                 | Rapport            |         |                      | Louisville Slugger Field, Louisville Spectateurs : 4 636 Arbitrage : Farhad Dadkho | Louisville Slugger Field, Louisville Spectateurs : 4 636 Arbitrage : Farhad Dadkho |

##### Ouest
| 26 octobre 2019                                                                       | Rising de Phoenix | 0 - 0 8 - 7 t. a. b.                                                                      | Bold d'Austin |                                                                                  |                                                                                  |
|                                                                                       |                   | (0 - 0, 0 - 0, 0 - 0)                                                                     |               | Casino Arizona Field, Scottsdale Spectateurs : 6 642 Arbitrage : Elvis Osmanovic | Casino Arizona Field, Scottsdale Spectateurs : 6 642 Arbitrage : Elvis Osmanovic |
|                                                                                       | Rapport           |                                                                                           |               | Casino Arizona Field, Scottsdale Spectateurs : 6 642 Arbitrage : Elvis Osmanovic | Casino Arizona Field, Scottsdale Spectateurs : 6 642 Arbitrage : Elvis Osmanovic |
| Flemmings · Bakero · Calistri · Lambert · Spencer · Farrell · Johnson · Dia · Cochran | Tirs au but 8 - 7 | Tyrpak · de Villardi · McFarlane · Soto · Braafheid · Okugo · Atuahene · Twumasi · Taylor |               | Casino Arizona Field, Scottsdale Spectateurs : 6 642 Arbitrage : Elvis Osmanovic | Casino Arizona Field, Scottsdale Spectateurs : 6 642 Arbitrage : Elvis Osmanovic |

| 26 octobre 2019 | Reno 1868 FC | 1 - 3   | Republic de Sacramento                 |                                                                         |                                                                         |
|                 | Hertzog 5e   | (1 - 1) | 8e Werner · 70e Iwasa · 75e Enevoldsen | Greater Nevada Field, Reno Spectateurs : 3 275 Arbitrage : Malik Badawi | Greater Nevada Field, Reno Spectateurs : 3 275 Arbitrage : Malik Badawi |
|                 | Rapport      |         |                                        | Greater Nevada Field, Reno Spectateurs : 3 275 Arbitrage : Malik Badawi | Greater Nevada Field, Reno Spectateurs : 3 275 Arbitrage : Malik Badawi |

| 26 octobre 2019 | Fresno FC                            | 2 - 3   | Locomotive d'El Paso                         |                                                                       |                                                                       |
|                 | Chaney 49e · Strong 86e · Cooper 55e | (0 - 1) | 19e Gómez · 77e Kiffe · 83e (pen.) Velásquez | Chukchansi Park, Fresno Spectateurs : 5 352 Arbitrage : Lukasz Szpala | Chukchansi Park, Fresno Spectateurs : 5 352 Arbitrage : Lukasz Szpala |
|                 | Rapport                              |         |                                              | Chukchansi Park, Fresno Spectateurs : 5 352 Arbitrage : Lukasz Szpala | Chukchansi Park, Fresno Spectateurs : 5 352 Arbitrage : Lukasz Szpala |

| 26 octobre 2019 | Real Monarchs                                                     | 6 - 2   | Orange County SC                          |                                                                           |                                                                           |
|                 | Chang 13e · Martínez 28e · Blake 59e 90e · Schmitt 77e · Holt 81e | (2 - 1) | 35e Orozco · 49e Forrester · 90+1e Seaton | Zions Bank Stadium, Herriman Spectateurs : 2 749 Arbitrage : Ismir Pekmic | Zions Bank Stadium, Herriman Spectateurs : 2 749 Arbitrage : Ismir Pekmic |
|                 | Rapport                                                           |         |                                           | Zions Bank Stadium, Herriman Spectateurs : 2 749 Arbitrage : Ismir Pekmic | Zions Bank Stadium, Herriman Spectateurs : 2 749 Arbitrage : Ismir Pekmic |

#### Demi-finales de conférence

##### Est
| 2 novembre 2019 | Riverhounds de Pittsburgh | 1 - 2 a. p.           | Louisville City FC            |                                                                              |                                                                              |
|                 | Vancaeyezeele 11e         | (1 - 0, 1 - 1, 1 - 1) | 51e Spencer · 118e DelPiccolo | Highmark Stadium, Pittsburgh Spectateurs : 6 073 Arbitrage : Michael Radchuk | Highmark Stadium, Pittsburgh Spectateurs : 6 073 Arbitrage : Michael Radchuk |
|                 | Rapport                   |                       |                               | Highmark Stadium, Pittsburgh Spectateurs : 6 073 Arbitrage : Michael Radchuk | Highmark Stadium, Pittsburgh Spectateurs : 6 073 Arbitrage : Michael Radchuk |

| 2 novembre 2019 | Nashville SC | 0 - 1   | Eleven d'Indy |                                                                              |                                                                              |
|                 |              | (0 - 0) | 59e Pasher    | First Tennessee Park, Nashville Spectateurs : 4 174 Arbitrage : Elton Garcia | First Tennessee Park, Nashville Spectateurs : 4 174 Arbitrage : Elton Garcia |
|                 | Rapport      |         |               | First Tennessee Park, Nashville Spectateurs : 4 174 Arbitrage : Elton Garcia | First Tennessee Park, Nashville Spectateurs : 4 174 Arbitrage : Elton Garcia |

##### Ouest
| 1er novembre 2019 | Rising de Phoenix | 1 - 2   | Real Monarchs         |                                                                              |                                                                              |
|                   | Flemmings 25e     | (1 - 2) | 33e Blake · 43e Chang | Casino Arizona Field, Scottsdale Spectateurs : 7 548 Arbitrage : Jon Freemon | Casino Arizona Field, Scottsdale Spectateurs : 7 548 Arbitrage : Jon Freemon |
|                   | Rapport           |         |                       | Casino Arizona Field, Scottsdale Spectateurs : 7 548 Arbitrage : Jon Freemon | Casino Arizona Field, Scottsdale Spectateurs : 7 548 Arbitrage : Jon Freemon |

| 2 novembre 2019 | Locomotive d'El Paso                             | 3 - 0   | Republic de Sacramento |                                                                                  |                                                                                  |
|                 | Gómez 40e · Contreras 83e (pen.) · Velásquez 88e | (1 - 0) |                        | Southwest University Park, El Paso Spectateurs : 7 460 Arbitrage : Farhad Dadkho | Southwest University Park, El Paso Spectateurs : 7 460 Arbitrage : Farhad Dadkho |
|                 | Rapport                                          |         |                        | Southwest University Park, El Paso Spectateurs : 7 460 Arbitrage : Farhad Dadkho | Southwest University Park, El Paso Spectateurs : 7 460 Arbitrage : Farhad Dadkho |

#### Finales de conférence

##### Est
| 9 novembre 2019 | Eleven d'Indy | 1 - 3 a. p.           | Louisville City FC                                   |                                                                                  |                                                                                  |
|                 | Pasher 67e    | (0 - 0, 1 - 1, 1 - 2) | 90+4e Hoppenot · 94e Rasmussen · 113e (pen.) Spencer | Carroll Stadium, Indianapolis Spectateurs : 7 171 Arbitrage : Guido Gonzales Jr. | Carroll Stadium, Indianapolis Spectateurs : 7 171 Arbitrage : Guido Gonzales Jr. |
|                 | Rapport       |                       |                                                      | Carroll Stadium, Indianapolis Spectateurs : 7 171 Arbitrage : Guido Gonzales Jr. | Carroll Stadium, Indianapolis Spectateurs : 7 171 Arbitrage : Guido Gonzales Jr. |

##### Ouest
| 9 novembre 2019 | Real Monarchs         | 2 - 1                 | Locomotive d'El Paso  |                                                                              |                                                                              |
|                 | Ryden 48e · Holt 120e | (0 - 1, 1 - 1, 1 - 1) | 45+1e Fox · 51e Kiffe | Zions Bank Stadium, Herriman Spectateurs : 4 521 Arbitrage : Rosendo Mendoza | Zions Bank Stadium, Herriman Spectateurs : 4 521 Arbitrage : Rosendo Mendoza |
|                 | Rapport               |                       |                       | Zions Bank Stadium, Herriman Spectateurs : 4 521 Arbitrage : Rosendo Mendoza | Zions Bank Stadium, Herriman Spectateurs : 4 521 Arbitrage : Rosendo Mendoza |

#### USL Championship 2019
| 17 novembre 2019 | Louisville City FC | 1 - 3   | Real Monarchs                     | Lynn Stadium, Louisville                 |                                          |
|                  | Rasmussen 6e       | (1 - 2) | 25e Holt · 45e Plewa · 66e Powder | Spectateurs : 7 025 Arbitrage : Tim Ford | Spectateurs : 7 025 Arbitrage : Tim Ford |
|                  | Rapport            |         |                                   | Spectateurs : 7 025 Arbitrage : Tim Ford | Spectateurs : 7 025 Arbitrage : Tim Ford |

## Statistiques individuelles
| Rang | Joueur              | Équipe                    | Buts |
| ---- | ------------------- | ------------------------- | ---- |
| 1    | Solomon Asante      | Rising de Phoenix         | 22   |
| 2    | Daniel Ríos         | Nashville SC              | 20   |
| 3    | Sebastián Guenzatti | Rowdies de Tampa Bay      | 18   |
| 3    | Corey Hertzog       | Reno 1868 FC              | 18   |
| 5    | Adam Jahn           | Rising de Phoenix         | 17   |
| 6    | Cameron Iwasa       | Republic de Sacramento    | 16   |
| 6    | Douglas Martínez    | Real Monarchs             | 16   |
| 8    | Deshorn Brown       | Energy FC d'Oklahoma City | 15   |
| 8    | Junior Flemmings    | Rising de Phoenix         | 15   |
| 8    | Irvin Parra         | Lights de Las Vegas       | 15   |
| 8    | Jared Stroud        | Red Bulls II de New York  | 15   |

| Rang | Joueur           | Équipe                        | Passes |
| ---- | ---------------- | ----------------------------- | ------ |
| 1    | Solomon Asante   | Rising de Phoenix             | 17     |
| 2    | Rodrigo da Costa | Roughnecks de Tulsa           | 13     |
| 3    | Sean McFarlane   | Bold d'Austin                 | 12     |
| 4    | Leo Fernandes    | Rowdies de Tampa Bay          | 10     |
| 4    | Lebogang Moloto  | Nashville SC                  | 10     |
| 6    | Kenardo Forbes   | Riverhounds de Pittsburgh     | 9      |
| 6    | Enzo Martinez    | Independence de Charlotte     | 9      |
| 6    | Jared Stroud     | Red Bulls II de New York      | 9      |
| 6    | Eryk Williamson  | Timbers 2 de Portland         | 9      |
| 10   | Malik Johnson    | Rowdies de Tampa Bay          | 8      |
| 10   | Isidro Martinez  | Toros de Rio Grande Valley FC | 8      |
| 10   | Raúl Mendiola    | Reno 1868 FC                  | 8      |
| 10   | Walter Restrepo  | San Antonio FC                | 8      |

## Récompenses individuelles

### Récompenses annuelles
| Trophée               | Joueur          | Équipe                    |
| --------------------- | --------------- | ------------------------- |
| Meilleur joueur       | Solomon Asante  | Rising de Phoenix         |
| Meilleur buteur       | Solomon Asante  | Rising de Phoenix         |
| Meilleur passeur      | Solomon Asante  | Rising de Phoenix         |
| Meilleur gardien      | Matt Pickens    | Nashville SC              |
| Meilleur entraîneur   | Rick Schantz    | Rising de Phoenix         |
| Meilleur défenseur    | Joe Greenspan   | Riverhounds de Pittsburgh |
| Meilleur jeune joueur | Cristian Parano | San Antonio FC            |
| But de l'année        | Tobenna Uzo     | Roughnecks de Tulsa       |
| Arrêt de l'année      | Joe Kuzminsky   | Battery de Charleston     |

#### Onze type de l'année
| Saison          | Gardien de but           | Défenseurs                                                                                                | Milieux de terrain                                                                | Attaquants                                                                   |
| --------------- | ------------------------ | --- | --------------------------------------------------------------------------------- | ---------------------------------------------------------------------------- |
| Première équipe | Matt Pickens (Nashville) | Neveal Hackshaw (Indy) Joseph Greenspan (Pittsburgh) Forrest Lasso (Nashville) Oscar Jimenez (Louisville) | Jared Stroud (New York) Magnus Rasmussen (Louisville) Kenardo Forbes (Pittsburgh) | Daniel Rios (Nashville) Adam Jahn (Phoenix) Solomon Asante (Phoenix)         |
| Deuxième équipe | Zac Lubin (Phoenix)      | Thomas Vancaeyezeele (Pittsburgh) Papé Diakité (Tampa Bay) Paco Craig (Louisville) AJ Cochran (Phoenix)   | Santi Moar (New Mexico) Chris Lema (New York) Rodrigo da Costa (Tulsa)            | Sebastian Guenzatti (Tampa Bay) Corey Hertzog (Reno) Neco Brett (Pittsburgh) |